# Крейсера типа «Могами»
Крейсера типа «Могами» (яп. 最上型巡洋艦 Могамигата дзюнъё:кан) — серия из четырёх японских крейсеров постройки 1930-х годов.
Проект разрабатывался на фоне подписанного в 1930 году Лондонского морского договора, лишившего Японию на период действия этого соглашения (1931—1936) возможности строить новые тяжёлые крейсера. Новые крейсера с 155-мм артиллерией главного калибра (ГК) были призваны их заменить, выполняя те же боевые задачи. Летом 1931 года был утверждён созданный по руководством капитана 1-го ранга Кикуо Фудзимото базовый проект № C-37. Заказы на четыре крейсера были выданы в марте 1931 года в рамках Первой программы пополнения флота. Строительство первой пары, получившей названия «Могами» и «Микума», велось в 1931—1935 годах Арсеналом флота в Курэ и верфью «Мицубиси» в Нагасаки. Второй пары, «Судзуи» и «Кумано» — в 1933—1937 годах Арсеналом флота в Йокосуке и верфью «Кавасаки» в Кобэ.
Крейсера представляли собой гладкопалубные корабли с S-образной носовой оконечностью, волнообразной верхней палубой и массивной носовой надстройкой. Корпус был максимально облегчён за счёт уменьшения толщины листов обшивки и применения электросварки. Четырёхвальная паротурбинная установка мощностью 152 000 л. с. (111,8 МВт) обеспечивала максимальную скорость хода 37 узлов, а запас топлива позволял пройти 8000 морских миль 14-узловым ходом. Главный калибр корабля включал пятнадцать 155-мм орудий Тип 3 с длиной ствола 60 калибров в пяти трёхорудийных башенных установках, с максимальной дальностью стрельбы 27,4 км. Для защиты от воздушных целей имелись восемь универсальных 127-мм орудий Тип 89 в четырёх спаренных установках и два 40-мм автомата типа «Би» (заменены на четыре спаренных 25-мм автомата и два спаренных 13,2-мм пулемёта Тип 93). Развитое торпедное вооружение включало четыре строенных 610-мм торпедных аппарата с системой механизированной перезарядки, рассчитанных на использование парогазовых торпед тип 90. На борту имелись три разведывательных гидросамолёта, запускаемых с двух катапульт арсенала Курэ Тип № 2 мод. 3. Броневая защита крейсера была рассчитана на прикрытие погребов от попаданий 203-мм снарядов, а энергетической установки — от попаданий 155-мм снарядов; толщина прикрывающего их броневого пояса достигала 140 и 100 мм, соответственно. Нижняя кромка пояса играла роль противоторпедной переборки, сверху эти отсеки накрывала броневая палуба толщиной от 35 до 60 мм, боевая рубка защищалась до 100 мм брони. Экипаж корабля должен был состоять из 930 человек, в том числе 70 офицеров.
В процессе строительства и в начале службы крейсера прошли в 1934—37 годах две масштабные модернизации, направленные на улучшение прочности корпусов и остойчивости. В 1939—40 годах на них были заменены башни ГК с 155-мм на 203-мм, как первоначально и планировалось.
Сведённые в 7-ю дивизию крейсера типа «Могами» активно участвовали в боевых действиях на Тихоокеанском театре Второй мировой войны, в том числе в захвате Малайи, Нидерландской Ост-Индии, походе в Индийский океан, сражениях у атолла Мидуэй, у островов Санта-Крус и в Филиппинском море и заливе Лейте. «Микума» погиб при Мидуэе, «Судзуя» и «Могами» — при Лейте, а «Кумано» — вскоре после него. В ходе войны крейсера прошли три военные модернизации, в том числе «Могами» был перестроен в авианесущий крейсер.

## Разработка проекта
21 апреля 1930 года в Лондоне был подписан новый многосторонний договор об ограничении морских вооружений, устанавливавший, в частности, качественные и количественные ограничения на класс крейсеров США, Великобритании и Японии. В статье 15 Договора все крейсера подразделялись на тяжёлые (калибр орудий более 155 мм) и лёгкие (калибр орудий 155 мм и менее). Для Японии суммарный потолок водоизмещения тяжёлых крейсеров был установлен в 108 400 длинных тонн (110 134 метрических), и в него укладывались ровно двенадцать уже находившихся в составе флота и строящихся единиц. Этим ограничением были разом перечёркнуты планы по строительству ещё четырёх 10 000-тонных крейсеров типа «Улучшенный „Такао“», которые намечалось заложить в 1930—31 годах и ввести в строй в 1934—35 годах. Они были включены в программу пополнения флота 5-го года Сёва (1930 года), окончательный вариант которой был утверждён министром флота Кэйсукэ Окада 14 мая 1929 года.
На лёгкие крейсера для Японии Договором был установлен суммарный лимит в 100 450 длинных тонн (102 057 метрических), который также практически полностью был использован уже находящимися в строю кораблями — при их общем водоизмещении в 98 415 дл.т неиспользованными оставались лишь 2035 дл.т. Однако пространства для манёвра тут было существенно больше: четыре старых бронепалубных крейсера («Тонэ», «Тикума», «Хирадо», «Яхаги») суммарным водоизмещением 16 960 дл.т уже достигли предельного возраста службы. В 1935 году его должны были достичь два крейсера типа «Тэнрю» (6460 дл.т), а в 1936 году — головной крейсер типа «Кума» (5100 дл.т). Помимо этого, пунктом b статьи 20 Договора Японии разрешалось заменить ещё один крейсер типа «Кума» («Тама») новым кораблём в 1936 году, а статьёй 19 позволялось заложить замену для оставшихся трёх крейсеров этого типа («Китаками», «Ои», «Кисо») в 1934 году. В этих целях было запланировано провести конверсию крейсеров «Кума», «Тама» и «Китаками» в учебные, однако её начало, намеченное на декабрь 1933 года, было вначале отложено из-за нехватки средств, а позже и вовсе отменено в связи с выходом Японии из всех договоров об ограничении морских вооружений. Так или иначе, для строительства в начале 1930-х становились доступны целых 50 955 дл.т, из которых корабли на 35 655 дл.т можно было заложить сразу, а ещё на 15 300 дл.т — в 1934 году. С учётом максимально возможного водоизмещения отдельного крейсера в 10 000 дл.т японский Морской Генеральный Штаб (МГШ) посчитал наиболее оптимальным построить в рамках доступного лимита четыре 8500-тонных крейсера в период до 1936 года и два 8450-тонных крейсера впоследствии.
Разработка проекта 8500-тонных лёгких крейсеров (крейсеров «B») началась в том же 1930 году в третьей секции Морского технического департамента (МТД) под руководством капитана 1-го ранга Кикуо Фудзимото. МГШ выдал на них следующее тактико-техническое задание:
- Основное вооружение из пятнадцати 155-мм орудий в трёхорудийных башенных установках и четырёх строенных 610-мм торпедных аппаратов на верхней палубе, по два на борт. Более того, оговаривалась возможность замены трёхорудийных 155-мм установок на двухорудийные 203-мм после выхода из договоров об ограничении морских вооружений или в случае необходимости, в соответствии с постановлением Высшего военного совета от 23 июля 1930 года.
- Броневая защита, прикрывающая погреба от попаданий 203-мм снарядов и отсеки энергетической установки — от 155-мм снарядов.
- Максимальная скорость хода 37 узлов, дальность плавания до 8000 морских миль на 14 узлах.
- Основные задачи такие же, как у тяжёлых крейсеров (крейсеров «A») — прикрытие своих лёгких сил, борьба с вражескими силами, разведка. Предполагаемые противники — американские и британские крейсера с 203-мм орудиями, успешное уничтожение которых должна была обеспечить запланированная замена установок главного калибра[6].

Таким образом, эти требования мало чем отличались от требований к 10 000-тонным крейсерам «A». 8500-тонные корабли должны были успешно заменять крейсера типа «Улучшенный „Такао“», строительство которых стало невозможным из-за договорных ограничений, имея при этом значительно меньшие размеры. Выполнение даже этой инженерной задачи было почти нереальным, но МГШ в дополнение расширял требования, говоря о необходимости установки дополнительного оборудования. В результате, несмотря на предусмотренное массированное применение электросварки, утверждённый летом 1931 года базовый проект № C-37 имел стандартное водоизмещение 9500 дл.т.
Крейсера «B» проекта C-37 имели много общего с итоговым обликом крейсеров типа «Такао», расходясь в расположении носовых установок главного калибра (возвышенной была третья, а не вторая установка) и в наличии одной дымовой трубы вместо двух (в результате уменьшения числа котлов с двенадцати до десяти). Они должны были нести аналогичную массивную носовую надстройку, совпадали также формы четырёхногой фок-мачты, трёхногой грот-мачты, кормовой надстройки с ангаром, расположение торпедных аппаратов (которые стали строенными вместо сдвоенных), малокалиберная зенитная артиллерия из двух 40-мм автоматов типа «Би». Зенитные орудия были заменены на новые 127-мм с длиной ствола 40 калибров, их сравнительно небольшое число (четыре) должна была компенсировать возможность 155-мм орудий ГК вести эффективный огонь по воздушным целям.
Проект новой судостроительной программы, разработанный с учётом ограничений Лондонского договора, был подготовлен заместителем начальника МГШ адмиралом Осами Нагано и заместителем министра флота адмиралом Сэйдзо Кобаяси. Вместе с начальником МГШ адмиралом Наоми Танигути 27 июня 1930 года они представили его министру флота адмиралу Такэси Такарабэ. По предложенному плану предполагалось построить всего 117 военных кораблей, из них 76 (в том числе четыре 8500-тонных крейсера «B») до декабря 1936 года, а остальные — с 1934 по 1938 годы. 8 июля Такарабэ одобрил план и сообщил, что будет добиваться его выполнения, насколько это возможно. 23 июля проект программы обсуждался и был одобрен на заседании Верховного военного совета. 7 октября новый министр флота адмирал Киёкадзу Або представил его премьер-министру Осати Хамагути, но получил отказ в силу чрезмерной дороговизны. Або предложил модифицированный вариант программы с уменьшением числа кораблей до 59, но на заседании правительства 22 октября Хамагути, расписывая свёрстанный бюджет, предусмотрел финансирование лишь на постройку 25 кораблей. Такое сокращение вызвало возражения со стороны флота, но 9 ноября Хамагути и Або смогли договориться о компромиссном варианте. Новая программа стоимостью 247,08 млн иен, включающая постройку 39 кораблей, в том числе четырёх крейсеров «B», была одобрена 11 ноября правительством и 15 ноября передана Танигути. Она была принята в рамках 59-й сессии японского парламента в марте 1931 года и стала известна как Первая программа пополнения флота.

## Конструкция

### Корпус и компоновка

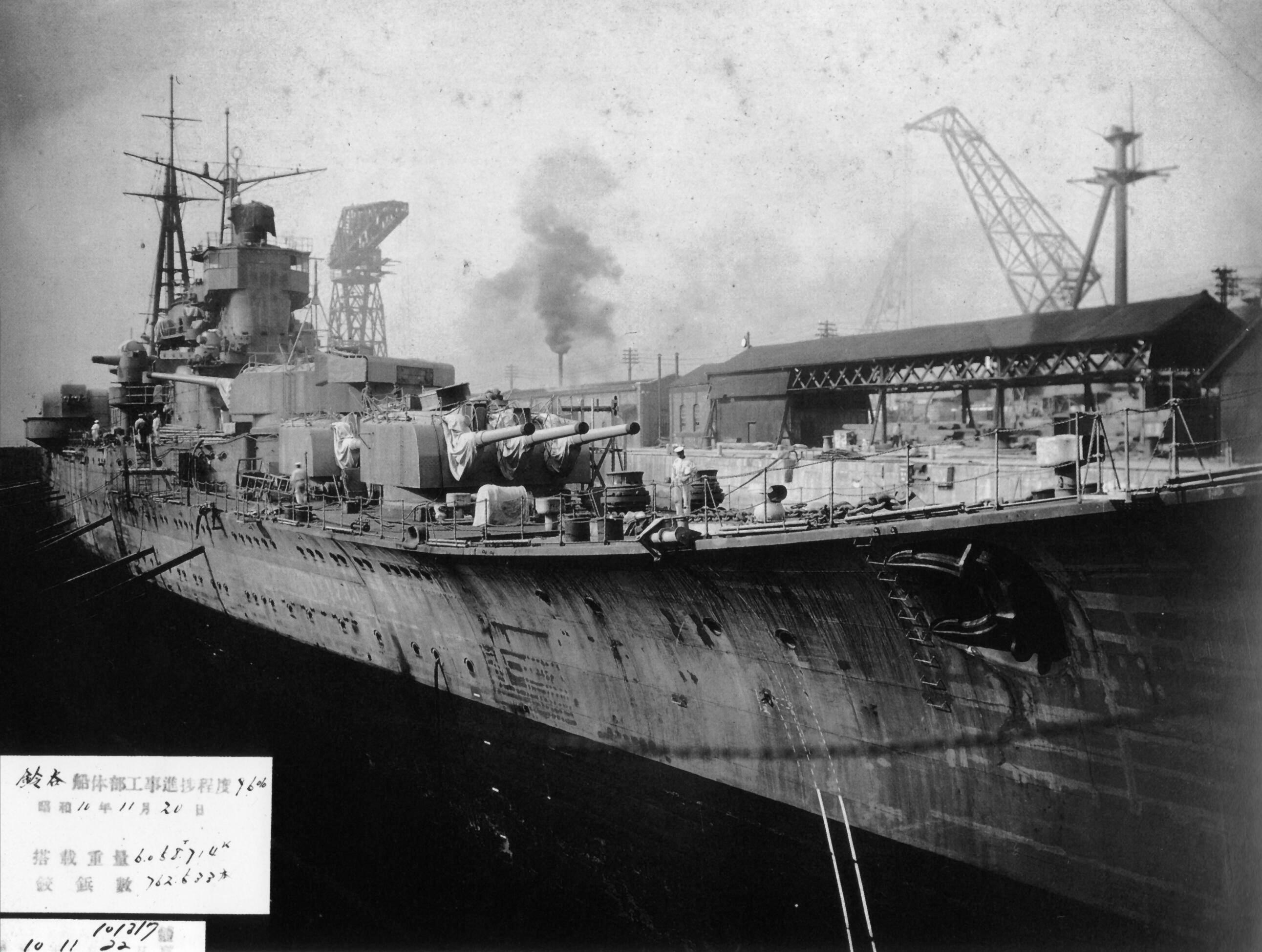
Строящийся «Судзуя» в сухом доке, вид на носовую часть и надстройку. Йокосука, 20 ноября 1935 года.

В конструкции корпуса крейсеров проекта C-37 были использованы нововведения, предложенные капитаном 1-го ранга Юдзуру Хирага в начале 1920-х для тяжёлых крейсеров типа «Фурутака». Прежде всего, корпус был гладкопалубным и имел волнообразную верхнюю палубу. Наибольшей высоты 8,0 м надводный борт по проекту достигал у носовой оконечности, которая также имела традиционную форму в виде вытянутой буквы S, в центральной части (между 43 и 202 шпангоутами) надводный борт имел высоту 5,5 м, снижаясь к корме до 5,3 м. Все четыре крейсера, однако, уже в ходе строительства подверглись первой масштабной модификации, в ходе которой было уменьшено расстояние между палубами и, как следствие, — снижена высота надводного борта. Для второй пары крейсеров его диапазон высот был снижен до 7,65 м, 5,15 м и 4,65 м, соответственно, а на находившейся в более высокой степени готовности первой паре крейсеров высота надводного борта у кормовой оконечности была уменьшена до 4,9 м.
Вторым нововведением, предложенным в своё время Хирагой, стало использование броневого пояса и броневой средней палубы для обеспечения продольной прочности. При этом сама конструкция корпуса была гораздо более лёгкой, чем у тяжёлых крейсеров. Если крейсер типа «Такао» имел внешние листы обшивки толщиной от 22 до 25 мм, то на «Могами» она уменьшилась до 14—22 мм, толщина внутренних листов уменьшилась с 9—11 мм до 8 мм, стрингеров — с 11—22 мм до 10—18 мм. Основным конструкционным материалом стала сталь типа D, сменившая обычную высокопрочную сталь типа HT. Корпус крейсеров типа «Могами» был цельносварным, с использованием сварных соединений встык вместо традиционных клёпаных. При этом на основании опыта постройки плавбазы «Тайгэй» в Йокосуке в 1933—34 годах в целях повышения прочности готовые блоки сварных конструкций соединялись клёпаными стыковыми планками. Наибольший вес метровой секции корпуса уменьшился до 17,37 тонн, в то время как на типе «Такао» он составлял 18,61 тонн, а на типе «Мёко» — 19,17 тонн. Общий вес корпуса «Могами» составил 3683 тонны против более 4000 тонн у его предшественников.
«Могами» и «Микума» вступили в строй именно с такой конструкцией корпуса, однако повреждения, полученные «Могами» на ходовых испытаниях, а также повреждения, полученные обоими крейсерами в ходе инцидента с Четвёртым флотом, заставили пересмотреть отношение к сварке и толщине обшивки. В 1936 году крейсера подверглись второй масштабной модификации: первая пара в ходе модернизации, «Судзуя» — в ходе достройки на плаву, «Кумано» — на стапеле. При этом сварные соединения заменялись клёпкой на всей центральной части корпуса (80 % длины), в оконечностях листы стали типа D заменили листами низкоуглеродистой конструкционной стали, крепящимися сваркой, — как не имеющими тенденции к образованию трещин. Дополнительными листами усилили прилегающую к килю часть дна, обшивку между верхней палубой и палубой зенитных орудий и автоматов, а также их палубный настил. Вес корпуса после этой модификации возрос более чем на 1000 тонн (для «Могами» утяжеление составило 1063 т), и продольные напряжения теперь укладывались в установленные допустимые величины.
Расстояние между шпангоутами — шпация — составляла 600 мм в оконечностях (с 1 по 49 и с 179 по 239 шпангоуты — 29,40 и 36,00 м), 900 мм в зоне носовых погребов (49—85 шпангоуты на первой паре и 49—89 на второй — 42,40 м и 36,32 м, соответственно), 1020 мм и 1050 мм в зоне котельных отделений (85—125 шпангоуты на первой паре и 89—125 на второй — 44,24 м и 40,32 м, соответственно), 1110 и 1200 мм в зоне машинных отделений (с 125 по 155 шпангоуты — 33,9 м), 900 и 760 мм в зоне кормовых погребов (с 155 по 179 шпангоуты — 21,46 м).
По исходному проекту C-37 крейсера должны были нести массивную десятиярусную носовую надстройку, аналогичную надстройке типа «Такао», однако инцидент с миноносцем «Томодзуру», опрокинувшимся 12 марта 1934 года в шторм, и последовавшая за этим первая масштабная модификация вынудили пересмотреть это решение. В итоге осенью 1934 года был утверждён гораздо более компактный вариант, несколько различавшийся на первой и второй паре крейсеров. Семь ярусов надстройки включали в себя следующие помещения и оборудование:
- На первом от уровня палубы зенитных орудий и автоматов ярусе на «Могами» и «Микуме» в передней части располагались радиотелефонные посты № 1 и № 2, а заднюю занимали дымоходы и вентиляционные каналы. На «Судзуе» и «Кумано» с меньшим числом котельных отделений компоновка яруса отличалась. В передней части его располагались каюта штурмана по правому борту и штурманская рубка по левому. В задней — радиотелефонный пост № 2 по правому борту и пост борьбы за живучесть № 2 по левому, а также вентиляционные каналы котельных отделений № 1 и № 2;
- На втором ярусе находились походные каюты адмирала и командира корабля в передней части, в средней части походная каюта офицеров по правому борту и каюта штурмана («Могами» и «Микума»)/радиотелефонный пост № 1 («Судзуя» и «Кумано») по левому, в задней же кладовые и электрощитовая. По бортам яруса на платформах располагались СУАЗО тип 91 в башенках и наблюдательные посты;
- На третьем ярусе в передней части находились два спаренных 13,2-мм пулемёта тип 93, прикрытая бронёй рулевая рубка и пост борьбы за живучесть № 1, в задней — приёмная радиорубка и походная каюта. По бортам в передней части мостика были расположены наблюдательные посты и 1,5-метровые навигационные дальномеры в закрытых башенках, в задней — 60-см сигнальные прожектора на возвышенных площадках;
- На четвёртом ярусе находились оперативная рубка в передней части, передающая радиорубка и ещё одна походная каюта в задней. На площадке фок-мачты располагался сигнальный пост, по бортам мостика — четыре поста управления прожекторами тип 94;
- На пятом ярусе в передней части находился компасный мостик (с главным и резервным компасами), 12-см и 18-см бинокуляры, в задней рядом с опорами фок-мачты — вторая электрощитовая. На бортовых платформах находились посты с торпедными визирами тип 91 мод. 3, приборами управления торпедной стрельбой тип 92 и 12-см бинокулярами;
- Шестой ярус представлял собой 6-метровый стереодальномер тип 94 во вращающейся на 360° башне;
- Наконец, верхний седьмой ярус представлял собой КДП тип 95 с визиром центральной наводки тип 94 мод. 2, оборудованным 12-см бинокулярами[14].

Находившаяся за носовой надстройкой трёхногая фок-мачта несла на топе антенну радиопеленгатора, на её закрытой площадке был оборудован радиопеленгаторный пост. На реях фок-мачты были установлены два анемометра и 2-КВт сигнальный огонь. В компактной кормовой надстройке располагались запасной КДП тип 95, запасной мостик с 12-см бинокулярами, наблюдательный пост и кладовые. С ней смыкалась грот-мачта с массивной грузовой стрелой, увенчанная также 2-КВт сигнальным огнём.
Распределение веса элементов на представителях первой и второй пары крейсеров после вступления в строй (по завершении первой и второй масштабной модификаций, соответственно) выглядело следующим образом:
|                             | Данные испытаний «Могами» 10 июля 1935 года | Данные испытаний «Могами» 10 июля 1935 года | Данные испытаний «Кумано» 22 октября 1937 года | Данные испытаний «Кумано» 22 октября 1937 года |
|                             | Масса, т                                    | В процентах                                 | Масса, т                                       | В процентах                                    |
| --------------------------- | ------------------------------------------- | ------------------------------------------- | ---------------------------------------------- | ---------------------------------------------- |
| Корпус                      | 3682,9                                      | 28,4 %                                      | 4492,5                                         | 32,7 %                                         |
| Броневая защита             | 2028,7                                      | 15,6 %                                      | 2065,0                                         | 15,0 %                                         |
| Оборудование и снаряжение   | 1012,9                                      | 7,8 %                                       | 991,3                                          | 7,3 %                                          |
| Вооружение                  | 2004,9                                      | 15,4 %                                      | 2103,5                                         | 15,3 %                                         |
| Энергетическая установка    | 2477,3                                      | 19,1 %                                      | 2358,1                                         | 17,2 %                                         |
| Топливо и смазочное масло   | 1653,0                                      | 12,8 %                                      | 1592,1                                         | 11,6 %                                         |
| Запасы пресной воды         | 103,9                                       | 0,8 %                                       | 106,2                                          | 0,8 %                                          |
| Остальное                   | 17,2                                        | 0,1 %                                       | 14,3                                           | 0,1 %                                          |
| Водоизмещение на испытаниях | 12 980,8                                    | 100 %                                       | 13 723,0                                       | 100 %                                          |

Суммарно крейсера несли на борту 11 плавсредств: два 11-м моторных катера (на 30 человек каждый), один 8-м и два 12-м моторных баркаса (на 30 и 110 человек, соответственно), пять 9-метровых гребных спасательных катеров (на 45 человек) и одну 6-м рабочую шлюпку (на 15 человек).
Якорное устройство крейсеров типа «Могами» включало в себя два становых якоря массой по 5,5 т и один стоп-анкер массой 1,4 т. Носовой шпиль, приводимый в действие двумя электродвигателями на 100 л. с. каждый, был способен выбирать цепи со становыми якорями массой до 31,8 т со скоростью 9 м в минуту. Кормовой же мог поднимать до 8,4 т также со скоростью 9 м в минуту.
| | Данные испытаний крейсеров типа «Могами» на остойчивость | Данные испытаний крейсеров типа «Могами» на остойчивость | Данные испытаний крейсеров типа «Могами» на остойчивость | Данные испытаний крейсеров типа «Могами» на остойчивость | Данные испытаний крейсеров типа «Могами» на остойчивость | Данные испытаний крейсеров типа «Могами» на остойчивость |
| | Водоизмещение                                            | Осадка                                                   | Метацентрическая высота                                  | Возвышение центра тяжести над ватерлинией                | Диапазон положительной остойчивости                      |                                                          |
| --- | -------------------------------------------------------- | -------------------------------------------------------- | -------------------------------------------------------- | -------------------------------------------------------- | -------------------------------------------------------- | -------------------------------------------------------- |
| Базовый проект C-37, расчётное значение для водоизмещения на испытаниях | 11 169 т                                                 | 5,50 м                                                   | 1,47 м                                                   | 1,03 м                                                   | -                                                        |                                                          |
| | При водоизмещении порожнем                               |                                                          |                                                          |                                                          |                                                          |                                                          |
| «Могами» в марте 1935 года | 10 347 т                                                 | 5,140 м                                                  | 0,530 м                                                  | 2,250 м                                                  | 79,8°                                                    |                                                          |
| «Могами» 10 июля 1935 года | 10 379 т                                                 | 5,150 м                                                  | 0,530 м                                                  | 2,240 м                                                  | 78,8°                                                    |                                                          |
| «Могами» 7 февраля 1938 года | 11 620 т                                                 | 5,170 м                                                  | 1,410 м                                                  | 2,280 м                                                  | 73,8°                                                    |                                                          |
| «Могами» 20 марта 1940 года | 11 655 т                                                 | 5,190 м                                                  | 1,430 м                                                  | 2,220 м                                                  | 75,3°                                                    |                                                          |
| «Микума» 18 октября 1937 года | 11 504 т                                                 | 5,160 м                                                  | 1,360 м                                                  | 2,380 м                                                  | 72,4°                                                    |                                                          |
| «Микума» 17 февраля 1940 года | 11 560 т                                                 | 5,166 м                                                  | 1,318 м                                                  | 2,395 м                                                  | 72,0°                                                    |                                                          |
| «Судзуя» 12 октября 1937 года | 11 349 т                                                 | 5,119 м                                                  | 1,524 м                                                  | 2,239 м                                                  | 72,8°                                                    |                                                          |
| «Судзуя» 18 сентября 1939 года | 11 362 т                                                 | 5,116 м                                                  | 1,519 м                                                  | 2,243 м                                                  | 72,8°                                                    |                                                          |
| «Кумано» 22 октября 1937 года | 11 162 т                                                 | 5,034 м                                                  | 1,696 м                                                  | 2,200 м                                                  | 75,1°                                                    |                                                          |
| «Кумано» 8 декабря 1939 года | 11 259 т                                                 | 5,070 м                                                  | 1,580 м                                                  | 2,240 м                                                  | 73,8°                                                    |                                                          |
| | При водоизмещении порожнем с принятым водяным балластом  |                                                          |                                                          |                                                          |                                                          |                                                          |
| «Могами» в марте 1935 года | 11 197 т                                                 | 5,490 м                                                  | 0,950 м                                                  | 1,510 м                                                  | 87,5°                                                    |                                                          |
| «Могами» 10 июля 1935 года | 11 229 т                                                 | 5,520 м                                                  | 0,950 м                                                  | 1,490 м                                                  | 86,0°                                                    |                                                          |
| «Могами» 7 февраля 1938 года | 12 231 т                                                 | 5,410 м                                                  | 1,390 м                                                  | 1,820 м                                                  | 77,3°                                                    |                                                          |
| «Могами» 20 марта 1940 года | 12 281 т                                                 | 5,450 м                                                  | 1,450 м                                                  | 1,710 м                                                  | 79,2°                                                    |                                                          |
| «Микума» 18 октября 1937 года | 12 286 т                                                 | 5,490 м                                                  | 1,350 м                                                  | 1,760 м                                                  | 76,9°                                                    |                                                          |
| «Микума» 17 февраля 1940 года | 12 348 т                                                 | 5,476 м                                                  | 1,322 м                                                  | 1,782 м                                                  | 76,5°                                                    |                                                          |
| «Судзуя» 12 октября 1937 года | 11 890 т                                                 | 5,353 м                                                  | 1,525 м                                                  | 1,800 м                                                  | 76,0°                                                    |                                                          |
| «Судзуя» 18 сентября 1939 года | 11 929 т                                                 | 5,354 м                                                  | 1,537 м                                                  | 1,774 м                                                  | 76,3°                                                    |                                                          |
| «Кумано» 22 октября 1937 года | 11 713 т                                                 | 5,274 м                                                  | 1,683 м                                                  | 1,743 м                                                  | 78,6°                                                    |                                                          |
| «Кумано» 8 декабря 1939 года | 11 835 т                                                 | 5,310 м                                                  | 1,590 м                                                  | 1,760 м                                                  | 77,8°                                                    |                                                          |
| | При водоизмещении на испытаниях                          |                                                          |                                                          |                                                          |                                                          |                                                          |
| «Могами» в марте 1935 года | 12 962 т                                                 | 6,150 м                                                  | 1,490 м                                                  | 0,410 м                                                  | 94,8°                                                    |                                                          |
| «Могами» 10 июля 1935 года | 12 981 т                                                 | 6,160 м                                                  | 1,500 м                                                  | 0,400 м                                                  | 94,5°                                                    |                                                          |
| «Могами» 7 февраля 1938 года | 14 112 т                                                 | 6,090 м                                                  | 1,350 м                                                  | 0,620 м                                                  | 86,2°                                                    |                                                          |
| «Могами» 20 марта 1940 года | 14 146 т                                                 | 6,100 м                                                  | 1,350 м                                                  | 0,600 м                                                  | 86,9°                                                    |                                                          |
| «Микума» 18 октября 1937 года | 13 940 т                                                 | 6,045 м                                                  | 1,290 м                                                  | 0,750 м                                                  | 84,2°                                                    |                                                          |
| «Микума» 17 февраля 1940 года | 13 985 т                                                 | 6,061 м                                                  | 1,253 м                                                  | 0,765 м                                                  | 83,7°                                                    |                                                          |
| «Судзуя» 12 октября 1937 года | 13 887 т                                                 | 6,058 м                                                  | 1,495 м                                                  | 0,547 м                                                  | 84,8°                                                    |                                                          |
| «Судзуя» 18 сентября 1939 года | 13 844 т                                                 | 6,043 м                                                  | 1,498 м                                                  | 0,573 м                                                  | 84,8°                                                    |                                                          |
| «Кумано» 22 октября 1937 года | 13 709 т                                                 | 5,985 м                                                  | 1,589 м                                                  | 0,496 м                                                  | 87,6°                                                    |                                                          |
| «Кумано» 8 декабря 1939 года | 13 813 т                                                 | 6,020 м                                                  | 1,460 м                                                  | 0,570 м                                                  | 85,4°                                                    |                                                          |
| | При полном водоизмещении                                 |                                                          |                                                          |                                                          |                                                          |                                                          |
| «Могами» 10 июля 1935 года | 13 980 т                                                 | 6,480 м                                                  | 1,700 м                                                  | -0,050 м                                                 | 77,0°                                                    |                                                          |
| «Могами» 7 февраля 1938 года | 15 057 т                                                 | 6,580 м                                                  | 1,270 м                                                  | 0,220 м                                                  | 88,1°                                                    |                                                          |
| «Могами» 20 марта 1940 года | 15 091 т                                                 | 6,570 м                                                  | 1,270 м                                                  | 0,180 м                                                  | 88,9°                                                    |                                                          |
| «Микума» 18 октября 1937 года | 14 888 т                                                 | 6,320 м                                                  | 1,200 м                                                  | 0,310 м                                                  | 86,2°                                                    |                                                          |
| «Микума» 17 февраля 1940 года | 14 916 т                                                 | 6,349 м                                                  | 1,166 м                                                  | 0,368 м                                                  | 85,3°                                                    |                                                          |
| «Судзуя» 12 октября 1937 года | 14 849 т                                                 | 6,369 м                                                  | 1,428 м                                                  | 0,121 м                                                  | 87,0°                                                    |                                                          |
| «Судзуя» 18 сентября 1939 года | 14 795 т                                                 | 6,334 м                                                  | 1,421 м                                                  | 0,162 м                                                  | 87,0°                                                    |                                                          |
| «Кумано» 22 октября 1937 года | 14 684 т                                                 | 6,303 м                                                  | 1,507 м                                                  | 0,070 м                                                  | 89,4°                                                    |                                                          |
| «Кумано» 8 декабря 1939 года | 14 791 т                                                 | 6,330 м                                                  | 1,400 м                                                  | 0,130 м                                                  | 88,2°                                                    |                                                          |
| Цветом выделены результаты после первой и второй модернизации. Допустимые значения по итогам расследование инцидента с «Томодзуру» для крейсеров в 10 000 тонн: при водоизмещении порожнем метацентрическая высота не менее 0,6 м, возвышение центра тяжести над ватерлинией не более 1,4 м, диапазон положительной остойчивости не менее 75°; при водоизмещении на испытаниях не менее 1,0 м, не более 0 м, не менее 85°. |                                                          |                                                          |                                                          |                                                          |                                                          |                                                          |

Метацентрическая высота по исходному проекту C-37 должна была составлять 1,03 м при водоизмещении на испытаниях 11 169 тонн и осадке 5,5 м. Это, однако, был чересчур оптимистический прогноз, не учитывавший ни строительную перегрузку (которая на «Могами» после вступления в строй достигла 1800 тонн, или 15 % водоизмещения), ни неудачное распределение весов. На «Могами» 10 июля 1935 года, после первой масштабной модификации, метацентрическая высота составила 1,50 м при водоизмещении на испытаниях (12 981 т), 1,70 м при полном водоизмещении (13 980 т), 0,53 м при порожнем водоизмещении (10 379 т) и 1,49 м при порожнем водоизмещении с принятыми 850 т водяного балласта (11 229 т), что находилось в установленных по итогам инцидента с «Томодзуру» допустимых пределах. После второй масштабной модификации водоизмещение возросло ещё более чем на 1000 тонн, однако ухудшения остойчивости не произошло благодаря благоприятному распределению дополнительных весов и установке булей увеличенной ширины. На «Могами» 7 февраля 1938 года после выполнения этой модернизации метацентрическая высота составила 1,35 м при водоизмещении на испытаниях (14 112 т), 1,27 м при полном водоизмещении (15 057 т), 1,41 м при порожнем водоизмещении (11 620 т) и 1,82 м при порожнем водоизмещении с принятыми 611 т водяного балласта (12 231 т).

### Броневая защита
Главный броневой пояс при длине 78,15 м (на первой паре, 74,22 м на второй) и ширине 6,50 м защищал котельные и машинные отделения. Он сужался вниз с 100 до 25 мм и имел конструктивный наклон в 20°. Верхняя часть, собиравшаяся из 100-65 мм плит NVNC, должна была защищать от огня 155-мм орудий противника. Нижняя из плит CNC толщиной 65-25 мм играла роль противоторпедной переборки, предназначенной для защиты как от взрывов торпед, так и от попаданий ныряющих снарядов. В оконечностях находились прикрывающие погреба боезапаса пояса длиной 32,40 м (на первой паре, 36,32 м на второй) в носу и 21,46 м в корме, шириной 4,50 м и с конструктивным наклоном в 20° сверху внутрь. Они собирались из плит NVNC толщиной 140 мм у верхнего края и 30 мм у нижнего. В целом схема поясного бронирования на «Могами» отличалась от предыдущих типов, имея, однако, сходство с защитой погребов, применённой ранее на крейсерах типа «Такао».
Средняя палуба над энергетической установкой собиралась из 35-мм плит CNC. Ближе к бортам она переходила в броневые скосы толщиной 60 мм, шириной 4,20 м и наклоном в 20°, стыкующиеся с верхними кромками главного пояса. Погреба прикрывала плоская нижняя палуба из 40-мм плит, соединявшаяся с поясами в оконечностях.
Четыре поперечные переборки из плит NVNC крепились к поясу и играли роль траверзов, защищавших погреба боезапаса. Две внешние доходили до нижней палубы и сужались с 140 до 100 мм книзу. Две внутренние, отделявшие погреба от энергетической установки, доходили до средней палубы. Верхняя их часть имела толщину 105 мм, а под нижней палубой — 65 мм.
Барбеты башен главного калибра защищались от уровня нижней палубы до погона и собирались из 25-мм плит NVNC. Подъёмники боеприпасов внутри них защищались броневыми цилиндрами толщиной 75 мм и высотой 1,5 м от того же уровня в установках № 1, 2 и 5, и 75-100 мм на 2,5 м в установках № 3 и 4. Каналы подачи боеприпасов 127-мм орудий (которых имелось два на первой паре крейсеров и четыре на второй) прикрывались 75-100 мм NVNC на 1 м выше нижней палубы.
Каналы второй дымовой трубы прикрывались плитами NVNC выше уровня броневой средней палубы: внешняя часть — 95 мм на 1,08 м, внутренняя — 70 мм на 1,35 м. Вентиляционные головки котельных отделений защищались 60 мм CNC. Рулевое отделение с бортов прикрывалось 100 мм NVNC, спереди и сзади — 35 мм CNC, сверху — 30 мм CNC. В башнеподобной надстройке, в отличие от предшествующих крейсеров, рулевая рубка и пост борьбы за живучесть № 1 защищались плитами NVNC толщиной 100 мм по бортам и 50 мм над ними.

### Энергетическая установка

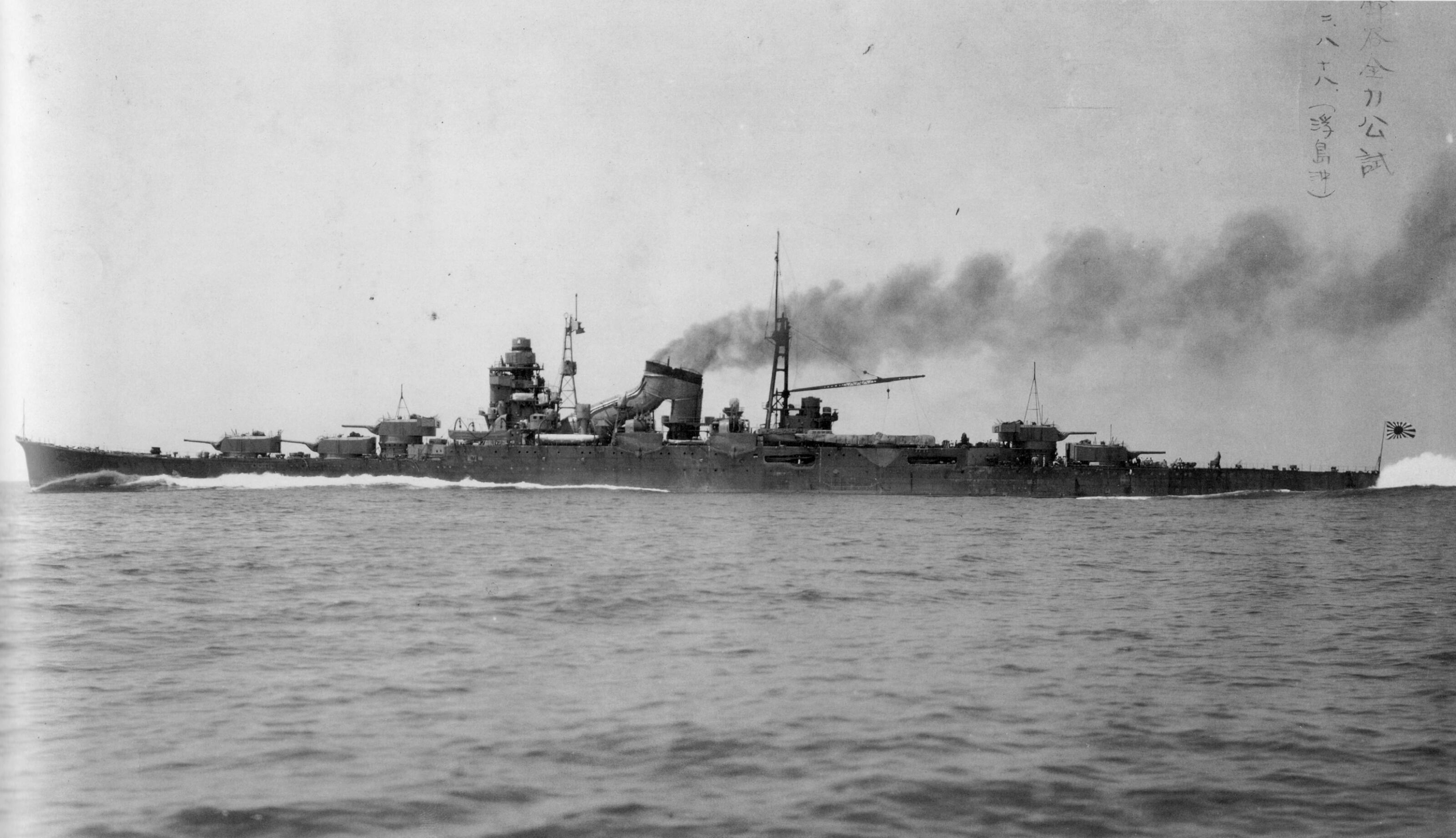
«Судзуя» на ходовых испытаниях 18 августа 1937 года.

На кораблях устанавливались четыре турбозубчатых агрегата мощностью по 38 000 л. с. (28,3 МВт). Они размещались в четырёх машинных отделениях, разделённых продольной и поперечной переборками, общей длиной 33,9 м. Данная паротурбинная установка была разработана четвёртой секцией Морского технического департамента (Кансэй Хомбу, сокращённо—Кампон) как стандартная для новых крейсеров и авианосцев. Она была легче и мощнее ЭУ типа «Такао» (61,5 л. с. на тонну против 48,8), в частности, за счёт перехода к использованию перегретого пара вместе насыщенного. Иной была и компоновка, на последующих японских тяжёлых крейсерах более не повторявшаяся: передние ТЗА вращали внутренние валы, а задние — внешние.
Каждый агрегат включал в себя активные турбины высокого (12 410 л. с. при 2613 об/мин), среднего (12 340 л. с. при 2613 об/мин) и низкого давления (13 250 л. с. при 2291 об/мин). Все три турбины имели по четыре ступени, диск первой ступени ТВД имел два ряда лопаток, диски остальных — один. ТВД и ТСД были однопоточными, ТНД — двухпоточной. Через 39,5-тонный редуктор с геликоидной передачей (одна центральная шестерня и три ведущие шестерни от турбин, передаточные числа от 6,74 до 7,68) они вращали вал гребного винта с максимальной частотой оборотов 340 об/мин. Материал роторов турбин — закалённая сталь, лопаток — нержавеющая сталь B.
В корпусах турбин низкого давления (ТНД) находились турбины заднего хода общей мощностью 40 000 л. с. (по 10 000 л. с. каждая), вращавшие винты в направлении обратном к вращению винтов при переднем ходе. Диски их единственной ступени имели три ряда лопаток.
Для экономичного хода имелись две крейсерские турбины (мощностью по 2770 л. с. при 4796 об/мин) — по одной в составе передних ТЗА. Через отдельный редуктор (одна ведущая шестерня, передаточное число 4,457) каждая из них соединялась с турбиной среднего давления агрегата. Отработанный пар с турбины крейсерского хода (ТКХ) поступал на вторую ступень ТВД и далее на ТСД и ТНД, вместе они выдавали на валу 3750 л. с. (7500 суммарно) при 140 об/мин штатно и 5740 л. с. (11 480 суммарно) при 165 об/мин при форсировке. На испытаниях также был достигнут режим с мощностью 10 000 л. с. при 200 об/мин. Во всех режимах, кроме крейсерского, пар поступал прямо на первую ступень ТВД, для перехода между ними был предусмотрен поворотный механизм с 7,5-сильным электроприводом. ТКХ была восьмиступенчатой, диск первой ступени имел два ряда лопаток, диски остальных семи — один. Максимальный запас топлива по проекту в 2690 тонн мазута должен был обеспечивать дальность плавания в 8000 морских миль 14-узловым ходом. Фактическая же дальность на «Могами» в 1935 году с 2389 тоннами мазута составила 7673 миль. После второй модернизации запас топлива составил 2215 тонн на первой паре крейсеров и 2302 тонн на второй паре. Дальность плавания в обеих случаях варьировалась между 7000 и 7500 морскими милями 14-узловым ходом.
Отработанный пар собирался в четырёх однопоточных конденсаторах типа «Унифлюкс» (по одному рядом с каждой ТНД), с общей охлаждаемой площадью в 5140,6 м² (на первой паре) или 5103,6 м² (на второй). Каждый конденсатор собирался из 5708 металлических трубок длиной 4,50 м и внешним диаметром 16 мм. Он включал два пароэжекторных охладителя, два пароструйных центробежных насоса (на 120 м³/час на первой паре и 130 м³/ч на второй) и один циркуляционный водяной насос, все три насоса имели привод от турбины. Каждое машинное отделение оснащалось двумя нагнетательными и двумя вытяжными вентиляторами, двумя маслоохладителями, одним маслоочистителем и тремя (двумя на второй паре) масляными насосами системы принудительной смазки.
Па́ром турбозубчатые агрегаты питали водотрубные котлы типа «Кампон Ро Го» с нефтяным отоплением, с пароперегревателями и предварительным подогревом воздуха. Рабочее давление перегретого пара — 22,0 кГс/см² при температуре 300 °C. На первой паре крейсеров использовались десять котлов в десяти котельных отделения—два малых в отделении № 1 и восемь больших в отделениях № 2-9, разделённых продольной переборкой. Общая площадь нагревательной поверхности каждого большого котла на первой паре составляла 917 м² (в том числе парогенерирующих трубок — 761 м² и пароперегревателя — 156 м²), объём топки — 37,0 м³, каждого малого котла — 757 м² (627 м² + 130 м²) и 30,4 м³ соответственно, суммарная площадь нагревательной поверхности десяти котлов — 8850 м². На второй паре из-за более производительных больших котлов отказались от малых, соответственно, снизив общее их число до восьми. Большие котлы второй пары имели следующие параметры: общая площадь нагревательной поверхности 1107 м², объём топки 42,0 м³, суммарная площадь нагревательной поверхности восьми котлов — 8856 м². Для отвода продуктов сгорания использовалась сдвоенная дымовая труба. В её первой половине собирались дымоходы котлов № 1-6 (№ 1-4 на второй паре), во второй половине — от котлов № 7-10 (№ 5-8 на второй паре).
По проекту крейсера должны были иметь 4 трёхлопастных гребных винта диаметром 3,75 м с шагом 4,5 м. Фактически же в ходе постройки были установлены изготовленные из марганцовистой бронзы винты диаметром 3,8 м с шагом 4,28 м. Площадь развёртки лопасти составляла 9,29 м², а её проектированная площадь — 8,08 м². За винтами по проекту должны были идти два параллельных реактивных руля. По замыслу они должны были уменьшить диаметр циркуляции на крейсерской скорости. На практике же такие рули были установлены в ходе строительства только на головном «Могами». На ходовых испытаниях в марте 1935 года ожидаемого снижения диаметра циркуляции на крейсерской скорости не произошло; более того, циркуляция на полном ходу вызывала сильную вибрацию корпуса. Поэтому остальные крейсера изначально получили двойные балансирные рули площадью 19,94 м², на «Могами» они были заменены перед вступлением в строй в июле 1935 года. На строившихся по 2-й программе крейсерах типа «Тонэ» перешли вовсе к одиночному рулю. Однако на строившихся по образцу «Судзуи» крейсерах № 300 («Ибуки») и 301 вернулись к двойным балансирным рулям. На типе «Могами» рули приводились гидравлическими цилиндрами (по одному на руль), приводимыми в действие парой связок электродвигателей и гидравлических помп Хил-Шоу (обычно работала одна связка, вторая была в резерве).
Для питания корабельной электросети (напряжение — 225 В) использовались три турбогенератора мощностью на 300 кВт каждый, и два дизельных электрогенератора на 250 кВт. Они размещались в пяти отсеках: четыре под нижней палубой (по бокам от погребов ГК) пятый находился в центральной части корпуса на средней палубе (первая пара) или на нижней палубе в носу (вторая пара). Суммарная мощность составляла 1400 кВт. На борту также имелись три рефрижераторные установки холодильной производительностью 30 000 ккал каждая (две в носовой части и одна в кормовой) и установка по производству сухого льда на 20 000 ккал (в корме).
| Результаты ходовых испытаний крейсеров | Результаты ходовых испытаний крейсеров | Результаты ходовых испытаний крейсеров | Результаты ходовых испытаний крейсеров | Результаты ходовых испытаний крейсеров | Результаты ходовых испытаний крейсеров |
|                                        | Дата                                   | Место проведения                       | Водоизмещение, тонн                    | Мощность силовой установки, л. с.      | Скорость, узлов                        |
| -------------------------------------- | -------------------------------------- | -------------------------------------- | -------------------------------------- | -------------------------------------- | -------------------------------------- |
| «Могами»                               | 20 марта 1935 года                     | Район острова Угурудзима               | 12 669                                 | 154 266                                | 35,96                                  |
| «Могами» (после модернизации)          | январь 1938 года                       | Район острова Угурудзима               | 13 600                                 | 152 432                                | 34,73                                  |
| «Микума»                               | 14 июня 1935 года                      | Район острова Косикидзима              | 12 370                                 | 154 056                                | 36,47                                  |
| «Судзуя»                               | ноябрь 1935 года                       | Район Татэямы                          | 13 000                                 | ?                                      | 36,50                                  |
| «Судзуя» (после модернизации)          | 18 августа 1937 года                   | Район Татэямы                          | 13 636                                 | 160 020                                | 35,50                                  |
| «Кумано»                               | 17 августа 1937 года                   | Пролив Кии                             | 13 513                                 | 153 698                                | 35,36                                  |

Хотя проектное значение мощности силовой установки в 152 000 л. с. при 340 об/мин было достигнуто на испытаниях, скорости в 37 узлов ни одному из крейсеров развить не удалось, предположительно из-за перегрузки. После второй масштабной модификации максимальная скорость упала до 35 узлов.

### Вооружение

#### Артиллерийское

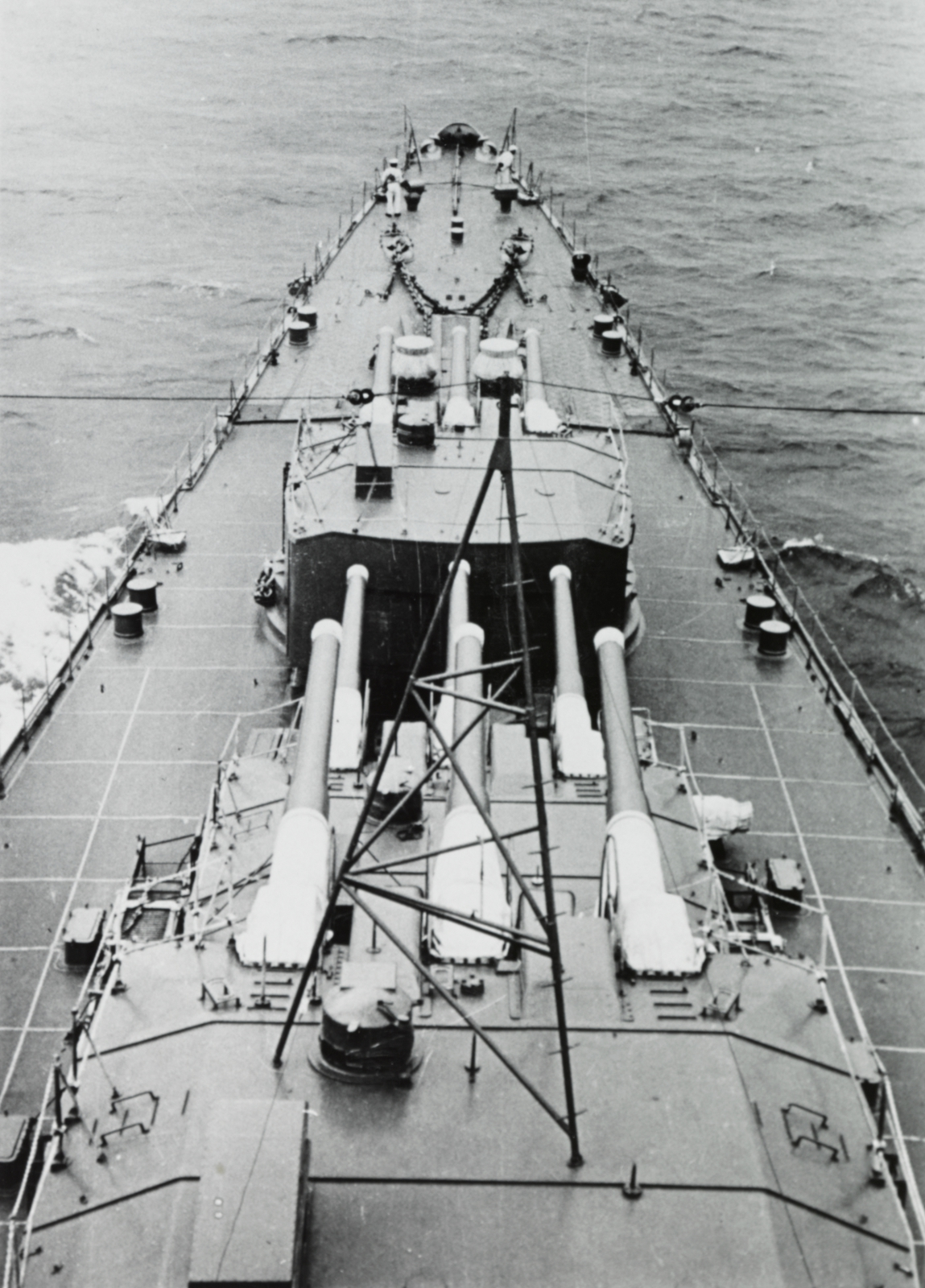
Носовые 155-мм башни крейсера «Кумано», 1939 год.

Главный калибр крейсеров типа «Могами» после их постройки включал пятнадцать 155-мм орудий тип 3 в пяти трёхорудийных башнях. Эта артсистема была создана под руководством инженера Тиёкити Хата и должна была по техзаданию иметь максимальный разрешённый по условиям Лондонского договора калибр. Разработка её началась в 1930 году, испытания были завершены в 1932 году, а на вооружение Японского императорского флота она была принята 7 мая 1934 года. Орудие имело длину ствола в 60 калибров, начальную скорость 920 м/с и максимальную скорострельность 7 выстрелов в минуту. Оно оснащалось поршневым затвором, ствол имел моноблочную конструкцию, общая его масса составляла 12,7 тонн. Меньшая масса снаряда 155-мм орудия по сравнению с 203-мм должна была компенсироваться большим числом орудий и более высокой их скорострельностью — таким образом, крейсера «B» должны были лишь незначительно уступать крейсерам «A» по общей огневой производительности. Аналогичными соображениями при заказе новых крейсеров руководствовались в то время и в американском флоте.
Из пяти башенных установок № 1 и № 2 располагались линейно друг за другом в носу, № 3 — за ними, но на уровень выше, на зенитной палубе, № 4 и № 5 — в корме по линейно-возвышенной схеме. При равном числе башен с более ранними крейсерами «A» их компоновка была изменена: ранее башни в носу располагались «пирамидой», а возвышенной среди них была № 2. Возвышенное положение башни № 3 на крейсере типа «Могами» должно было обеспечивать лучшие углы обстрела.
Строенная установка 155-мм орудий была разработана в 1932 году также под руководством инженера Хата. При массе в 175 тонн и диаметре погона 5,71 м она имела круговое бронирование из плит NVNC толщиной 25 мм. Поверх корпуса дальномера на расстоянии 10 см крепились тонкие стальные листы, игравшие роль солнцезащитных экранов, что имело большое значение в тропических условиях. В боевом отделении установки располагались казённые части орудий и их лафеты, оборудованные гидравлическими цилиндрами отката и пневматическими накатниками. Расстояние между стволами составляло 1,55 м, чтобы было недостаточно для нормального использования затвора центрального орудия в стандартном положении, в связи с чем его затворный механизм был повёрнут на 45°. В подбашенном отделении находились два гидронасоса (рабочая жидкость — минеральное масло, давление в системе — 70,0 кгс/см²), работающие от двух электродвигателей мощностью по 100 л. с.. Они приводили в действие гидравлические приводы, обеспечивавшие поворот башни (через червячную передачу, до 6° в секунду), подъём и опускание орудий (через механизм вертикальной наводки с пневмоприводом, до 10° в секунду), а также работу досылателей и подъёмников. Обычно использовалась связка из одного гидронасоса и одного электродвигателя, вторая была резервной. 55,87-кг снаряды из стеллажей в погребе с помощью роликового транспортёра подавались в перегрузочное отделение, а оттуда с помощью толкающих подъёмников доставлялись к орудиям. Время подъёма составляло 3 секунды, максимальная производительность — 6 снарядов в минуту. 19,5-кг нормальные или 12,3-кг уменьшенные заряды бездымного пороха DC2 (кордит, стабилизированный ортотолилуретаном) в шёлковых картузах из погреба подавались в отдельное перегрузочное отделение, откуда с помощью подъёмников ковшового типа (отделённых от перегрузочного отделения двойными огнезащитными люками) поднимались к орудиям. Время подъёма составляло 4 секунды, а максимальная производительность — 5 зарядов в минуту. Для каждого орудия был предусмотрен один толкающий и один ковшовый подъёмник, по три на башню. Заряжание орудий происходило на фиксированном угле +7°, заряжание и досылание снарядов было механизировано, заряды в картузах же заряжались вручную и досылались гидравлическим механизмом.
На момент вступления в строй использовались 155-мм снаряды образца 1931 года (тип 91) двух типов, принятых на вооружение 17 апреля 1935 года: бронебойный «ныряющий» снаряд с баллистическим колпачком и донным взрывателем тип 13 № 3, нёсший 1,152 кг состава тип 91 и способный пробить 100-мм плиту NVNC с дальности 15 км при угле встречи 60°, а также практический снаряд. В 1938 году к ним был добавлен осветительный снаряд с парашютом в двух модификациях, отличавшихся яркостью вспышки. Штатный боекомплект 155-мм орудий составлял 2250 снарядов (150 на ствол), в основном бронебойных тип 91.
Максимальный угол возвышения установок составлял 55°, с предельной дальностью стрельбы (при угле возвышения в 45°) 27,5 км и досягаемостью по высоте 12 км. На этапе проектирования предполагалось сделать установки типа «Могами» универсальными, с максимальным углом возвышения в 75° и досягаемостью по высоте 18 км (что также обеспечивалось начальной скоростью в 980 м/с). Однако даже заложенные в проект скорости подъёма и опускания стволов в 16° и число подъёмников снарядов и зарядов не позволяли рассчитывать на эффективный зенитный огонь. Более того, угол возвышения в 75° требовал и тонких механизмов вертикальной наводки, в связи с чем от идеи универсальности отказались. Рассеивание снарядов у установок типа «Могами» оказалось лучшим, чем у нёсших установки типов D и E крейсеров «A». На стрельбах в августе 1938 года в проливе Бунго главный калибр «Микумы» показал рассеивание 278 метров на дальности 20 км. Расчёт одной установки составлял 24 человека в боевом отделении, плюс 7 человек в перегрузочном отделении снарядов и 10 — в перегрузочном отделении зарядов.
155-мм установки были сняты с крейсеров и заменены на двухорудийные 203-мм в рамках «Третьего этапа работ по повышению эффективности» в 1939—40 годах.
Система управления огнём главного калибра по исходному проекту C-37 была полностью идентична типу «Такао» и включала в себя два визира центральной наводки тип 14 (главный на вершине носовой надстройки, вспомогательный на крыше ангара гидросамолётов), центральный автомат стрельбы тип 13 (двумя ярусами надстройки ниже) и 6-метровый дальномер тип 14 в отдельной башенке. Однако изменения проекта (в первую очередь облика носовой и кормовой надстроек) в рамках первой масштабной модификации в 1934-35 годах привели к отказу от этих планов. В окончательном виде система управления огнём 155-мм орудий стала включать два командно-дальномерных поста (КДП) тип 95 с визирами центральной наводки тип 94 мод. 2 с 12-см бинокулярами: главный на вершине носовой надстройки и вспомогательный за грот-мачтой. Под главным КДП находился также вращающийся ярус с 6-метровым дальномером тип 94. В центральном артиллерийском посту (ЦАП), находившемся на трюмной палубе справа от барбета второй башни, был размещён центральный автомат стрельбы (ЦАС) тип 92 мод. 1. ЦАС мог рассчитывать скорость цели и нужный угол возвышения орудий, требуя только ввода данных указателя крена; в расчётах учитывался и ветер на линии огня. Дополнительно имелись два дальномера с 6-метровой базой в составе 155-мм установок № 3 и № 4, а также три 110-см поисковых прожектора тип 92 (два по бокам дымовой трубы и один за ней, все на отдельных площадках) и два 60-см сигнальных прожектора (на отдельных башенках за носовой надстройках).

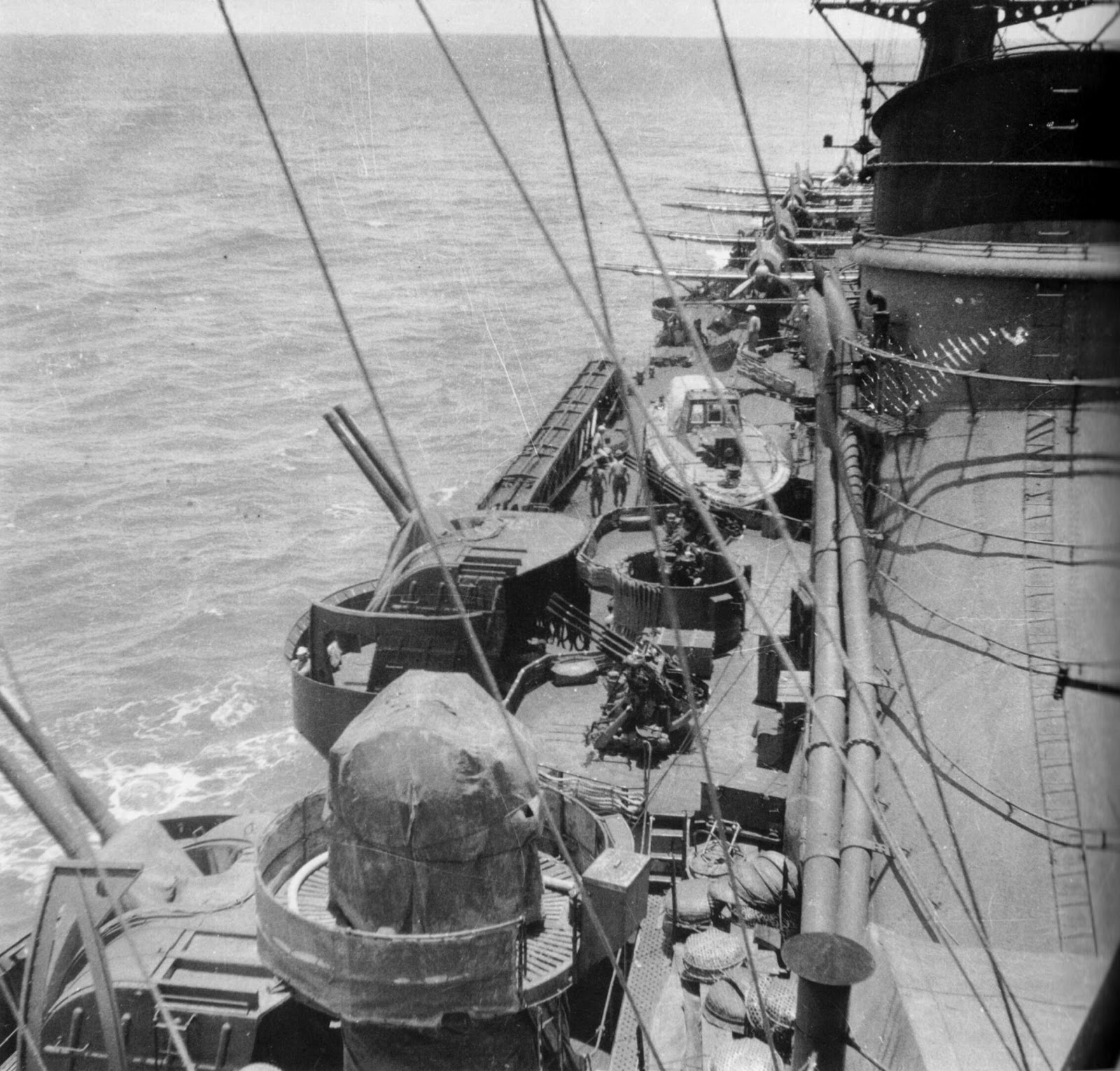
Вид на центральную часть «Могами», 1943 год. На переднем плане — 127-мм установки и 110-см прожектор.

Среднекалиберная зенитная артиллерия по проекту C-37 включала четыре 127-мм орудия тип 89 в одиночных палубных установках, расположенных по бортам вокруг дымовой трубы. В 1933 году было принято решение о замене одноорудийных установок на двухорудийные, и число стволов возросло до восьми. Однако из-за нехватки установок «Могами», «Микума» и «Судзуя» в 1935 году вышли на испытания лишь с передней парой установок (заднюю они получили в ходе «Второго этапа работ по повышению эффективности»). Только строившийся последним «Кумано» вошёл в строй в 1937 году сразу со всеми четырьмя установками. Проектирование 127-мм зенитного орудия началось в 1928 году под руководством всё того же инженера Тиёкити Хата, испытания начались в 1931 году, а 6 февраля 1932 года она была принята на вооружение флота. При длине ствола 40 калибров эта артиллерийская система имела начальную скорость 720 м/с и максимальную скорострельность 14 выстрелов в минуту, максимальная дальность стрельбы достигала 13,2 км, а досягаемость по высоте — 8,1 км.
Применяемая спаренная установка типа A1 мод. 1 массой 24,5 тонн приводилась в действие гидравлическими приводами, работавшими от 10-сильного электродвигателя, максимальная скорость наведения была 12°/сек, а подъёма орудий — 6°/сек. Установки имели щит для защиты от брызг из 2-мм стали. Штатный боекомплект 127-мм орудий состоял из 1600 унитарных выстрелов, по 200 на ствол, максимальный — 1680 выстрелов, по 210 на ствол. 34,32-кг выстрелы включали в себя 7,25-кг латунную гильзу с 3,98 кг бездымного пороха DC (кордит, стабилизированный централитом) и 23,0-кг снаряды, первоначально одного типа — фугасные (с головным дистанционным взрывателем тип 91 мод. 1 или же контактным взрывателем тип 88), нёсшие 1,78 кг тринитрофенола и имевшие радиус поражения воздушных целей 18,8 м. Позже в боекомплект были добавлены осколочно-зажигательные снаряды тип 3, с радиусом поражения воздушных целей до 54 м, и осветительные с парашютом модели B1, нёсшие 1,1 кг пиротехнического состава, при горении дававшего свет яркостью до 680 000 кандел. Подача выстрелов из погребов (расположенных под трюмной палубой в промежутке между погребами третьей башни ГК и переборкой передних котельных отделений) до средней палубы производилась двумя ковшовыми элеваторами на первой паре крейсеров и четырьмя на второй. Оттуда они вручную переносились в четыре элеватора, подававшие их в перегрузочные отделения в непосредственной близости от установок, где складировались в кранцах. Заряжание производилось с помощью полуавтоматических досылателей на всех углах возвышения, при этом установки взрывателя снаряда вводились автоматическим установщиком трубок. Для тренировки заряжающих имелся зарядный станок, расположенный за пятой установкой ГК.
Для управления огнём 127-мм орудий использовались два комплекса СУАЗО тип 91. Прицельно-вычислительные механизмы находились на постах управления в поворачиваемых вручную башенках (максимальная скорость вращения 6,5°/сек) по бортам от носовой надстройки, стереодальномеры тип 91 с 4,5-метровой базой — на отдельных дальномерных постах в башенках по бортам от фок-мачты. СУАЗО тип 91 был разработан компанией «Ниппон Когаку Кокё Кабусикигайся» и принят на вооружение 11 июня 1932 года. Он был рассчитан на определение расстояния до воздушных целей в диапазоне 1000—13 500 м и скоростью до 90 м/с.
Малокалиберное зенитное вооружение было представлено четырьмя спаренными 25-мм автоматами тип 96 в центральной части корпуса и двумя спаренными 13,2-мм пулемётами тип 93 в передней части носовой надстройки. Первоначальный проект включал только два 40-мм автомата типа «Би» («Виккерс» Mk II) по бокам от башенки прожекторов. Однако они так и не были установлены в связи с их недостатками, хотя платформы под них имелись на «Могами» и «Микуме» при вступлении в строй и на «Судзуе» при выходе на ходовые испытания в ноябре 1935 года. Крупнокалиберные пулемёты были добавлены на этапе строительства в 1934 году, зенитные автоматы вместе с двумя визирными колонками тип 95 — в ходе второй масштабной модификации в 1936—1937 годах. Погреб 25-мм боеприпасов (16 000 снарядов, или 2000 на ствол) находился под нижней палубой между первой и второй башнями главного калибра, магазины на 15 снарядов поднимались оттуда до уровня средней палубы. Далее они перетаскивались вручную. Рядом с автоматами также находились кранцы первых выстрелов. Пулемётный погреб находился рядом с погребом 25-мм снарядов, для доставки патронов до уровня средней палубы использовался тот же подъёмник. Далее до основания надстройки они перемещались вручную, до уровня пулемётной платформы — по отдельному подъёмнику.

#### Минно-торпедное
Торпедное вооружение, усиленное по сравнению с типом «Такао», состояло из четырёх строенных поворотных 610-мм торпедных аппаратов тип 90 мод. 1. При массе 15,75 тонн, длине 8,87 м и ширине 3,59 м они могли поворачиваться на максимальные 105° как вручную за 70 секунд, так и с помощью 7-сильного гидромотора — за 5,3 секунды. Запуск торпед из них штатно в целях скрытности производился сжатым воздухом, но при необходимости могли использоваться и пороховые заряды. Торпедные аппараты располагались на спонсоноподобных выступах верхней палубы спереди и сзади катапульт, над машинными отделениями. Исходный проект предполагал их размещение ближе к носовой надстройке, как и на типе «Такао»; решение о перемещении их к корме было принято на этапе строительства в 1934 году для уменьшения последствий возможного взрыва торпед. Каждый из аппаратов оснащался системой быстрой перезарядки, однотипной с применённой на «Такао», но имеющей меньший вес и обеспечивающей более быстрое заряжание. Вместо механизма с цепным приводом использовался замкнутый трос c нажимным роликом, приводимым в действие пневматическим двигателем мощностью 20 л. с. или, в крайнем случае, — вручную. При перегрузке торпед из направляющих трос соединялся с трубой аппарата и хвостовой частью торпеды. Намоткой троса на фрикционный барабан торпеда втягивалась на своё место примерно за 16,6 секунды, против 20 на типе «Такао». Штатный их боекомплект по проекту состоял из 24 штук: 12 в направляющих и 12 запасных, перемещавшихся по системе несущих рельсов с блоками. Боевые части хранились в погребе под нижней палубой по левому борту от второй башни ГК, перемещение их в первый торпедный отсек производилось через два подъёмника и систему рельсов. Используемые парогазовые торпеды тип 90 (боекомплект — 24 единицы) при стартовой массе в 2,540 тонны несли 390 кг тринитроанизола и могли пройти 15 000 м на скорости 35 узлов, 10 000 м при 42 узлах и 7000 м при 46 узлах. Система управления торпедной стрельбой включала в себя два торпедных визира тип 91 и два прибора управления торпедной стрельбой тип 92 на пятом ярусе надстройки.

#### Авиационное
Крейсера несли две пороховые катапульты тип Курэ № 2 мод. 3, расположенные побортно между грот-мачтой и четвёртой башней главного калибра. Они были идентичны применявшимся на типе «Такао» и позволяли запускать самолёты массой до 3000 кг. Между ними на зенитной палубе находилась платформа с системой рельсов, предназначенной для хранения и перемещения самолётов. Технически на ней могли размещаться 4 гидросамолёта (1 трёхместный и 3 двухместных), но практически крейсера несли на борту только три . На вступившей в строй в 1935 году первой паре кораблей это были два двухместных тип 90 № 2 и один трёхместный гидросамолёт тип 94 № 1. Они предназначались как для воздушной разведки на дальность до 300 морских миль, так и для наблюдения за ситуацией в ходе боя, корректирования артиллерийского огня и борьбы с подводными лодками.
Запас авиабензина в 25 тонн хранился в топливной цистерне, расположенной в корме под трюмной палубой между 181 и 192 шпангоутами и окружённой со всех сторон отсеком, заполненным углекислым газом. Под броневой нижней палубой также размещался погреб для четырёх 250-кг (№ 25) и сорока четырёх 60-кг (№ 6) фугасных авиабомб. На этапе строительства предполагалось размещение ангара, вмещавшего два самолёта (вся авиагруппа — четыре самолёта, один трёхместный и три двухместных) крылом к крылу, но по соображениям остойчивости от него отказались уже в 1934 году.

## Экипаж. Условия жизни и быта
По первоначальному проекту экипаж крейсеров состоял из 830 человек, но после его изменений возрос до 930: 70 офицеров и 860 старшин и матросов. Такая численность команд была на «Могами» и «Микуме» после вступления в строй. В 1937 году после усиления зенитной артиллерии она составила 951 человек (58 офицеров и 893 матроса), как и, предположительно, на второй паре кораблей — «Судзуе» и «Кумано».
Офицерские каюты были сосредоточены в носовой части на нижней и средней палубах, каюты мичманов — в корме на средней палубе по правому борту, многоместные каюты старшин — там же, но по левому борту и дальше от оконечностей. Кубрики матросов оснащались металлическими трёхъярусными койками (вместо обычных подвесных) и запирающимися шкафчиками для вещей. На первой паре крейсеров имелось 13 таких жилых помещений (№ 1-8 на средней палубе и № 9-13 на нижней), на второй — 12 (№ 1-6 на средней и № 7-12 на нижней). Были добавлены многоместные каюты для лётного состава, а имеющиеся каюты для размещения младших офицеров были увеличены.
На кораблях имелись кладовые для риса (у носовой оконечности) и маринованных продуктов (цукэмоно), установка для производства лимонада (в корме) и морозильная камера (объём которой возрос до 96 кубометров — против 67 на типах «Мёко» и «Такао»). На средней палубе в корме находился корабельный лазарет, а в центральной части корпуса — раздельные (для офицеров и матросов) камбузы (на верхней палубе) и бани (на средней).
В целом жилые помещения крейсеров типа «Могами» были значительно усовершенствованы по сравнению с предшественниками. Лучше они были приспособлены и к плаванию в южных морях. В частности, корабли оснащались развитой системой принудительной циркуляции воздуха из 70 осевых вентиляторов общей мощностью 194 л. с. (которая, однако, была достаточно шумной), а в коридорах у кубриков команды устанавливались бачки с холодной питьевой водой. На случай применения отравляющих газов также имелось помещение противохимической санобработки. Для защиты от огня мебель и прочие детали обстановки помещений изготавливались из стали, а в тех случаях, когда от использования дерева нельзя было отказаться, оно пропитывалось огнестойким составом.

## Модернизации

### Довоенные
| Выполнение довоенных модернизаций на крейсерах типа «Могами» | Выполнение довоенных модернизаций на крейсерах типа «Могами» | Выполнение довоенных модернизаций на крейсерах типа «Могами»          | Выполнение довоенных модернизаций на крейсерах типа «Могами» | Выполнение довоенных модернизаций на крейсерах типа «Могами» |
|                                                              | «Могами»                                                     | «Микума»                                                              | «Судзуя»                                                     | «Кумано»                                                     |
| ------------------------------------------------------------ | ------------------------------------------------------------ | --------------------------------------------------------------------- | ------------------------------------------------------------ | ------------------------------------------------------------ |
| Первый этап                                                  | В процессе достройки на плаву                                | В процессе достройки на плаву                                         | В процессе достройки на плаву                                | В процессе строительства на стапеле                          |
| Второй этап                                                  | 1 апреля 1936 — 15 февраля 1938, Арсенал Курэ                | 1 апреля 1936 — 31 октября 1937 года, верфи «Мицубиси» и Арсенал Курэ | июнь 1936 — 31 октября 1937, Арсенал Йокосуки                | В процессе строительства на стапеле                          |
| Третий этап                                                  | 31 января 1939 — 12 апреля 1940, Арсенал Курэ                | июнь 1939 — 30 декабря 1939, Арсенал Йокосуки                         | 31 января 1939 — 30 сентября 1939, Арсенал Йокосуки          | 20 мая 1939 — 20 октября 1939, Арсенал Курэ                  |

После инцидента с построенным по той же Первой программе пополнения флота миноносцем «Томодзуру», который 12 марта 1934 года опрокинулся в шторм, на всех строящихся или планирующихся к постройке кораблей Первой и Второй программ в соответствии с выданными 14 июня рекомендациями комиссии по расследованию катастрофы были предприняты меры по повышению остойчивости. На первой и второй паре типа «Могами» они несколько различались в силу разной готовности кораблей: «Могами» и «Микума» к тому времени уже были спущены на воду, а «Судзуя» и «Кумано» находились на стапелях в низкой стадии готовности. Модификация крейсеров «B» для улучшения остойчивости была подготовлена под руководством капитана 1-го ранга Кэйдзи Фукуда, сменившего на должности руководителя секции судостроения МТД отстранённого Фудзимото, и получила неофициальное обозначение «Первый этап работ по повышению эффективности». В рамках этой модификации предусматривалось следующее:
- Массивная десятиярусная надстройка, как на крейсерах «Такао», заменялась гораздо более компактной семиярусной, с выигрышем по весу почти втрое: 58,6 т против 159,5 т. Для ускорения работ и проверки эффективности в Арсенале Курэ, где строился «Могами», изготовили деревянную модель новой надстройки в натуральный размер со всеми внутренними помещениями. Высокая четырёхногая фок-мачта была заменена гораздо более низкой трёхногой. Ангар гидросамолётов и массивные прожекторные площадки в центральной части были убраны вовсе. Для компенсации потери ангара палуба зенитных орудий и автоматов была продлена до четвёртой башни главного калибра (164-й шпангоут), и на ней оборудовали систему рельсов для хранения авиатехники. Суммарно масса надстроек снизилась до 120,2 т с 235,1 т на «Такао»[52].
- Для дополнительного понижения центра тяжести и соответственного снижения метацентрической высоты предусматривалось сокращение межпалубного расстояния. На «Судзуе» и «Кумано» расстояние между средней и верхней палубами уменьшили с 2,85 м до 2,50 м (уменьшив таким образом высоту корпуса в центральной части с 11,0 до 10,65 м), также уменьшено было расстояние между верхней палубой и палубой зенитных орудий и автоматов с 2,50 м до 2,485 м. Ширина последней была сокращена с 20,6 м до 19,2 м[55]. На находившейся в более высокой готовности первой паре ограничились урезанием высоты кормовой оконечности на 0,4 м[56].
- На всех четырёх крейсерах была установлена система приёма и сброса балласта — насосы и трубопроводы, позволяющие по мере выработки топлива закачивать в отсеки двойного дна до нескольких сотен тонн морской воды[55].

Повреждения, полученные «Могами» на ходовых испытаниях, и повреждения, полученные первой парой крейсеров в ходе инцидента с Четвёртым флотом, поставили под сомнение прочность корпусов новых кораблей, изготовленных с массированным применением электросварки. 20 ноября решением созданной 10 октября 1935 года Чрезвычайной комиссии только что начавшиеся испытания «Судзуи» были прерваны, вместе с «Могами» и «Микумой» он был возвращён на верфь, разоружён и подготовлен к реконструкции, строительство же «Кумано» было приостановлено. В апреле 1936 года Чрезвычайная комиссия представила набор мер, позволяющих исправить ситуацию с продольной прочностью для находящихся в строю и строящихся кораблей. Для типа «Могами» эти меры получили неофициальное обозначение «Второй этап работ по повышению эффективности», в ходе которого были проведены следующие работы:
- Замена сварных соединений клёпкой на 80 %, в оконечностях обшивку из листов стали типа D заменили листами низкоуглеродистой конструкционной стали, крепившимися сваркой[58].
- Усиление корпуса за счёт увеличения толщины обшивки. В подводной части приклёпывались листы шириной 1 м и толщиной 22 мм по обе стороны киля, толщиной 16 мм (первая пара)/20 мм (вторая пара) — в район третьего стрингера. Бортовая обшивка между верхней палубой и палубой зенитных орудий и автоматов была усилена листами шириной 1,75 м и толщиной 20 мм у верхнего края и 18 мм у нижнего. К настилу верхней палубы были дополнительно приклёпаны два ряда листов толщиной 18—20 мм, к настилу палубы зенитных орудий и автоматов — пять рядов 1-м листов толщиной 14—25 мм (первая пара)/10—25 мм (вторая пара)[59].
- Рассоединение палубы зенитных орудий и автоматов с барбетами установок главного калибра № 3 и № 4 — чтобы исключить влияние деформаций корпуса на их вращение[60].
- Установка расширенных булей для сохранения достаточной остойчивости с учётом возросшего на 1000 тонн водоизмещения. На первой паре они увеличили максимальную ширину до 20,51 м, на второй — до 20,20 м. Новые були практически целиком скрыли главный броневой пояс[61].

Строительство «Кумано» возобновилось весной 1936 года, в апреле же начались работы на «Могами» и «Микуме», в июне — на «Судзуе». «Микума», «Судзуя» и «Кумано» были сданы в октябре 1937 года, «Могами» — в феврале 1938 года.
Также в ходе этих работ в торпедных отсеках были установлены компрессоры «специального воздуха» (кислорода). Перед ежегодными манёврами в августе 1938 года крейсера получили новые кислородные торпеды тип 93. При длине 9 м и стартовой массе 2,7 тонны они несли 490 кг состава тип 97 (70 % тринитроанизола и 30 % гексанитродифениламина) и могли пройти 40 000 м на 36 узлах, 32 000 м на 40 и 20 000 м на 48 узлах.

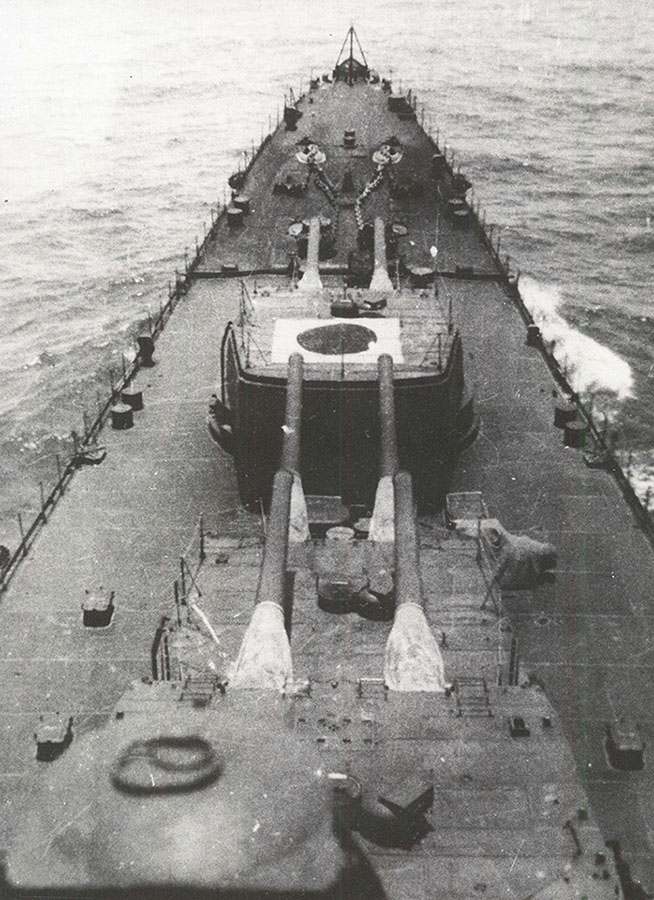
203-мм носовые установки «Могами», 1943 год.

С 1 января 1937 года Япония более не участвовала ни в каких договорах об ограничениях морских вооружений, и с учётом этого 31 марта того же года на 70-й сессии парламента была принята Третья программа пополнения флота. Одним из её пунктов стала замена 155-мм установок главного калибра крейсеров типа «Могами» на 203-мм. Эта модификация получила неофициальное обозначение «Третий этап работ по повышению эффективности». Однако в связи с необходимостью разработки и производства 203-мм установок с большим диаметром погона работы были отложены до 1939 года. Модернизация проводилась в Арсенале Курэ на «Могами» (31 января 1939 — 12 апреля 1940 года) и «Кумано» (20 мая — 20 октября 1939 года), в Арсенале Йокосуки — на «Микуме» (июнь — 30 декабря 1939 года) и «Судзуе» (31 января — 30 сентября 1939 года). Высвободившиеся 155-мм установки были использованы для вооружения крейсера «Оёдо» и в модифицированном виде — на линейных кораблях типа «Ямато».
На крейсера теперь устанавливались десять 203,2-мм орудий типа 3-го года № 2 в пяти двухорудийных башенных установках. Эта артиллерийская система являлась модернизацией более ранней системы типа 3-го года № 1, на вооружение ВМФ Японии она была принята 6 апреля 1931 года. Орудие имело длину ствола в 50 калибров и максимальную скорострельность 4 выстрела в минуту. Оно оснащалось поршневым затвором, ствол скреплялся полупроволочным способом, общая его масса составляла 19,0 тонн.
Применяемая двухорудийная установка была разработана в 1937 году специально для этих кораблей, получив официальное обозначение «модель „Могами“». Она была вариантом модели E1, использовавшейся на тяжёлом крейсере «Мая», переделанным под больший размер погона — 5,71 м против 5,03 м. При массе 175 тонн установка имела круговое бронирование из плит NVNC толщиной 25 мм. Поверх него крепились тонкие стальные листы, игравшие роль солнцезащитных экранов. Каждая установка имела два гидронасоса (рабочая жидкость — рапсовое масло, давление в системе — 35,0 кгс/см²), работающих от двух электродвигателей мощностью по 100 л. с. Они приводили в действие гидравлические приводы, обеспечивавшие поворот башни (через червячную передачу, до 4° в секунду), подъём и опускание орудий (до 6° в секунду), а также работу досылателей и подъёмников. Обычно использовалась связка из одного гидронасоса и одного электродвигателя, вторая была резервной. Боеприпасы (125,85-кг снаряды и 33,8-кг заряды в картузах) подавались вручную из погребов до перегрузочного отделения, а оттуда двумя толкающими (снаряды) и ковшовыми (заряды) элеваторами в центральных каналах башен поднимались до орудий. Стеллажи погребов и элеваторы были переделаны под более крупные и тяжёлые снаряды и заряды. Максимальный угол возвышения установок составлял 55°, с предельной дальностью стрельбы (при угле возвышения в 45°) в 29,4 км и досягаемостью по высоте 10 км. В силу большей длины 203-мм стволов и изначально минимального расстояния между первыми двумя башнями главного калибра угол склонения орудий второй башни был ограничен до +12°, на всех остальных он составлял −10°.
На крейсерах использовались 203-мм снаряды пяти типов: бронебойный «ныряющий» снаряд тип 91 (с донным взрывателем тип 13 № 4), нёсший 3,11 кг тринитроанизола; снаряды «общего назначения» тип 91 и тип 0 (с головными дистанционными взрывателями тип 91 и тип 0), нёсшие 8,17 кг тринитроанизола, два варианта практических снарядов (с головным дистанционным взрывателем и без него). Перед началом Второй мировой войны также поступили в ограниченном количестве осколочно-зажигательные снаряды тип 3 с радиусом поражения воздушных целей до 100 м и осветительный снаряд типа B с парашютом, нёсший 5,13 кг пиротехнического состава и дававший вспышку в 1,6 млн кандел. Штатный боекомплект составлял 1200 снарядов (120 на ствол), максимальный — 1280 (128 на ствол).
Центральный автомат стрельбы тип 92 в ЦАП был доработан для управления огнём 203-мм орудий. Орудия комплектовались устройствами задержки выстрела тип 98, уменьшающими рассеивание снарядов.
Также в ходе этих работ имеющиеся катапульты заменялись на новые катапульты Арсенала Курэ тип № 2 мод. 5. По 19,4-метровой стреле они разгоняли 4-тонный гидросамолёт до взлётной скорости 27 м/с, придавая ускорение 2,7 g. В 1941 году крейсера получили вместо старых трёхместных гидросамолётов тип 94 новые тип 0. Количество запасных торпед было увеличено с 6 до 12 (общий боекомплект — 24). На топе фок-мачты устанавливался прибор управления торпедной стрельбой, поворачивающийся на 360° и позволяющий использовать кислородные торпеды тип 93 на дальности до 30 км. Штатный экипаж крейсеров после модернизации составил 896 человек: 58 офицеров и 838 старшин и матросов.
В апреле 1941 года все четыре крейсера получили размагничивающую обмотку.
| Сводная таблица ТТХ устанавливавшихся на крейсера орудий и зенитных автоматов | Сводная таблица ТТХ устанавливавшихся на крейсера орудий и зенитных автоматов | Сводная таблица ТТХ устанавливавшихся на крейсера орудий и зенитных автоматов | Сводная таблица ТТХ устанавливавшихся на крейсера орудий и зенитных автоматов | Сводная таблица ТТХ устанавливавшихся на крейсера орудий и зенитных автоматов | Сводная таблица ТТХ устанавливавшихся на крейсера орудий и зенитных автоматов | Сводная таблица ТТХ устанавливавшихся на крейсера орудий и зенитных автоматов |
| Орудие                                                                        | 15,5-см/60 тип 3                                                              | 20-см/50 типа 3-го года № 2                                                   | 12,7-см/40 тип 89                                                             | 13,2-мм тип 93                                                                | 25-мм тип 96                                                                  |                                                                               |
| ----------------------------------------------------------------------------- | ----------------------------------------------------------------------------- | ----------------------------------------------------------------------------- | ----------------------------------------------------------------------------- | ----------------------------------------------------------------------------- | ----------------------------------------------------------------------------- | ----------------------------------------------------------------------------- |
| Год принятия на вооружение                                                    | 1934                                                                          | 1931                                                                          | 1932                                                                          | 1933                                                                          | 1936                                                                          |                                                                               |
| Калибр, мм                                                                    | 155                                                                           | 203,2                                                                         | 127                                                                           | 13,2                                                                          | 25                                                                            |                                                                               |
| Длина ствола, калибров                                                        | 60                                                                            | 50                                                                            | 40                                                                            | 76                                                                            | 60                                                                            |                                                                               |
| Масса орудия с затвором, кг                                                   | 12 700                                                                        | 19 000                                                                        | 3060                                                                          | 41,8                                                                          | 115                                                                           |                                                                               |
| Скорострельность, в/мин                                                       | 5-7                                                                           | 2-4                                                                           | до 14                                                                         | до 475                                                                        | до 260                                                                        |                                                                               |
| Установка                                                                     | Модель «Могами»                                                               | Модель «Могами»                                                               | Типа A1 мод. 1                                                                | —                                                                             | —                                                                             |                                                                               |
| Углы склонения                                                                | −10°/+55°                                                                     | −5°/+55°                                                                      | −8°/+90°                                                                      | −10°/+80°                                                                     | −10°/+80°                                                                     |                                                                               |
| Тип заряжания                                                                 | Картузное                                                                     | Картузное                                                                     | Унитарное                                                                     | Унитарное                                                                     | Унитарное                                                                     |                                                                               |
| Типы снарядов                                                                 | Бронебойный, осветительный, практический                                      | Бронебойный, фугасный, осветительный, практический                            | Фугасный, осветительный, ныряющий                                             | Фугасный, зажигательный, трассирующий                                         | Фугасный, зажигательный, трассирующий                                         |                                                                               |
| Вес снаряда, кг                                                               | 55,87                                                                         | 125,85                                                                        | 23,0                                                                          | 0,05                                                                          | 0,25                                                                          |                                                                               |
| Вес метательного заряда, кг                                                   | 19,5                                                                          | 33,80                                                                         | 3,98                                                                          | -                                                                             | —                                                                             |                                                                               |
| Начальная скорость, м/с                                                       | 920                                                                           | 835                                                                           | 720                                                                           | 800                                                                           | 900                                                                           |                                                                               |
| Максимальная дальность, м                                                     | 27 400                                                                        | 29 400                                                                        | 13 200                                                                        | 6400                                                                          | 7500                                                                          |                                                                               |
| Досягаемость по высоте максимальная, м                                        | 12 000                                                                        | 10 000 (—)                                                                    | 8100                                                                          | 4500                                                                          | 5250                                                                          |                                                                               |
| Эффективная, м                                                                | —                                                                             | —                                                                             | 7400                                                                          | 1000                                                                          | 1500                                                                          |                                                                               |

### Военного времени
| Выполнение военных модернизаций на крейсерах типа «Могами» | Выполнение военных модернизаций на крейсерах типа «Могами»                           | Выполнение военных модернизаций на крейсерах типа «Могами» | Выполнение военных модернизаций на крейсерах типа «Могами» | Выполнение военных модернизаций на крейсерах типа «Могами» |
|                                                            | «Могами»                                                                             | «Микума»                                                   | «Судзуя»                                                   | «Кумано»                                                   |
| ---------------------------------------------------------- | ------------------------------------------------------------------------------------ | ---------------------------------------------------------- | ---------------------------------------------------------- | ---------------------------------------------------------- |
| Первая модернизация                                        | 1 сентября 1942 — 30 апреля 1943, Арсенал Сасэбо, с конверсией в авианесущий крейсер | -                                                          | апрель 1943, Арсенал Курэ                                  | апрель 1943, Арсенал Курэ                                  |
| Вторая модернизация                                        | 22 декабря 1943 — 17 февраля 1943, Арсенал Курэ                                      | -                                                          | последняя неделя марта — первая апреля 1944, 101-й СРЗ     | последняя неделя марта — первая апреля 1944, 101-й СРЗ     |
| Третья модернизация                                        | 25 июня — 8 июля 1944, Арсенал Курэ                                                  | -                                                          | 25 июня — 8 июля 1944, Арсенал Курэ                        | 25 июня — 8 июля 1944, Арсенал Курэ                        |

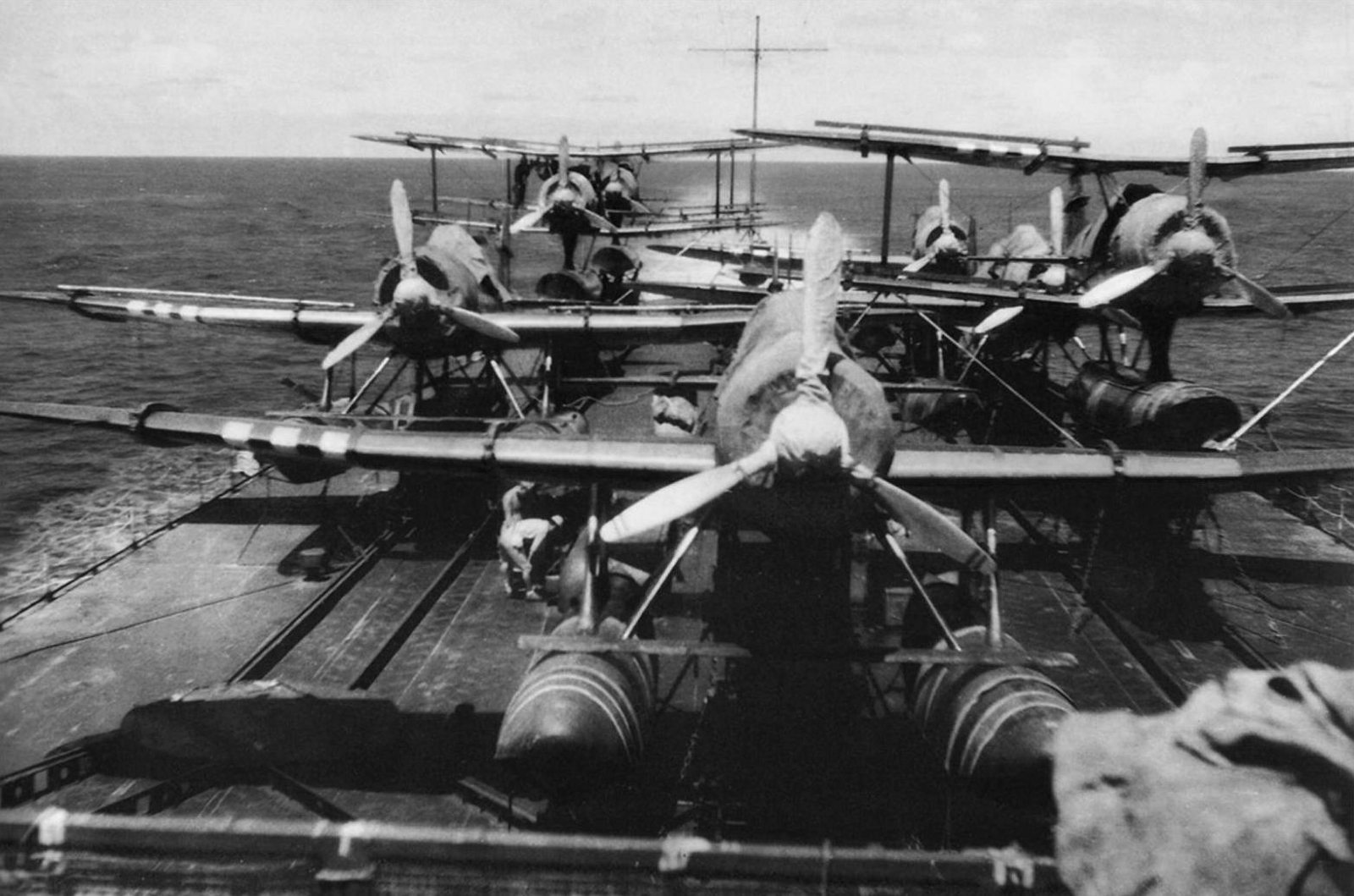
Вид на авиационную палубу «Могами», занятую 7 двухместными (F1M2) и трёхместными (E13A1) гидросамолётами тип 0.

Тяжело повреждённый при Мидуэе «Могами» в период с 1 сентября 1942 по 30 апреля 1943 года прошёл в Арсенале флота в Сасэбо конверсию в авианесущий крейсер. Основанием для неё послужило то, что изучение опыта Мидуэя выявило недостаточное количество разведывательных гидросамолётов на крейсерах, входивших в состав Первого мобильного соединения. В ходе этих работ:
- Были удалены задние орудийные башни (№ 4 и разрушенная № 5), в их погребах разместились цистерны авиабензина и хранилища авиационных боеприпасов. Авиационная палуба с системой рельсов была продлена почти до самой кормовой оконечности, на ней могло храниться до 11 гидросамолётов (фактически «Могами» после конверсии нёс 7)[81].
- Имеющаяся малокалиберная зенитная артиллерия была заменена на десять строенных 25-мм автоматов (всего 30 стволов), расположившихся в передней части носовой надстройки, вокруг дымовой трубы, за грот-мачтой и по краям авиационной палубы. Количество визирных колонок тип 95 увеличили с двух до четырёх: один дополнительный был установлен на носовой надстройке, второй занял место резервного визира центральной наводки тип 94. Над компасным мостиком был установлен командный пост ПВО с 8-см и 12-см бинокулярами[82].
- Установлена радиолокационная станция обнаружения воздушных целей (РЛС ОВЦ) № 21. Данный радиолокатор работал на длине волны 1,5 метра, имел пиковую мощность 5 КВт и максимальную дальность обнаружения целей до 150 км (одиночных самолётов — до 70 км), с точностью определения расстояния 1-2 км и разрешением 2 км, точность определения направления была 5—8°, с разрешением 20°. Оборудование этой станции (массой 840 кг) размещалось на посту, установленном на площадке фок-мачты, приёмно-передающая решётчатая антенна модели A6 была установлена на топе фок-мачты. Находившиеся там прибор управления торпедной стрельбой тип 92 и антенна радиопеленгатора были демонтированы[83].
- Улучшена герметичность корпуса путём массовой заделки иллюминаторов — к ним приваривали диски из стали типа D[84].

В апреле 1943 года «Судзуя» и «Кумано» также прошли первую военную модернизацию, выполненную в Арсенале флота в Курэ. Эти работы включали:
- Усиление малокалиберной зенитной артиллерии путём замены 13,2-мм пулемётов на строенные 25-мм автоматы и установки ещё пары строенных автоматов за грот-мачтой. Количество 25-мм автоматов возросло до 4 строенных и 4 спаренных (всего 20 стволов)[85].
- Установлена РЛС ОВЦ № 21, размещавшаяся аналогично «Могами» — на фок-мачте[85].
- Аналогично «Могами» над компасным мостиком был установлен командный пост ПВО с 8-см и 12-см бинокулярами[85].
- Улучшена герметичность корпуса путём массовой заделки иллюминаторов — всех на нижней палубе и большинства на средней. Также были сняты растяжки антенн на крышах 203-мм установок № 3 и № 4[85].

На рубеже 1942 и 1943 годов был подготовлен проект конверсии «Судзуи» и «Кумано» в крейсера ПВО, оставшийся на бумаге. В ходе него предполагалось снять часть или все 203-мм башни главного калибра с заменой их 127-мм универсальными установками.
Вторая военная модернизация крейсеров предусматривала добавление восьми одиночных 25-мм автоматов на авиационную палубу и в корму. На «Могами» она была выполнена параллельно с исправлением полученных в Рабауле повреждений в Арсенале Курэ с 22 декабря 1943 по 17 февраля 1944 года, количество стволов 25-мм автоматов на нём достигло 38 (10 строенных, 8 одиночных). «Судзуя» и «Кумано» прошли эту модернизацию в течение последней недели марта — первой недели апреля 1944 года на судоремонтном заводе № 101 в Сингапуре, на них число стволов возросло до 28 (4 строенных, 4 спаренных, 8 одиночных).
Третья военная модернизация всех трёх крейсеров была проведена в Арсенале Курэ в период с 25 июня по 8 июля 1944 года, сразу после сражения в Филиппинском море. При этом были произведены следующие работы:
- Дополнительно усилена малокалиберная зенитная артиллерия путём добавления четырёх строенных (два перед носовой надстройкой, два у кормовой оконечности) и 10 («Могами» и «Судзуя»)/16 («Кумано») одиночных 25-мм автоматов. Общее число стволов достигло на «Могами» 60 (14 строенных и 18 одиночных), на «Судзуе» 50 (8 строенных, 4 спаренных, 18 одиночных) и на «Кумано» 56 (8 строенных, 4 спаренных, 24 одиночных).
- Расширены погреба 25-мм боеприпасов[80].
- Установлены РЛС обнаружения надводных целей (ОНЦ) № 22 мод. 4М и РЛС ОВЦ № 13. Первая станция работала на длине волны 10 сантиметров[86], имела пиковую мощность 2 КВт и максимальную дальность обнаружения целей до 60 км (линкора с 35 км, эсминца с 17 км), с точностью определения расстояния 250—500 м и разрешением 1,5 км, точность определения направления была 3°, с разрешением 40°. Оборудование РЛС (массой 1320 кг) было размещено в посту у основания фок-мачты, её приёмная и передающая рупорные антенны диаметром по 40 см — на вершине фок-мачты, ниже антенны РЛС ОВЦ № 21. Вторая из них, РЛС ОВЦ № 13, работала на длине волны 2 метра, имела пиковую мощность 10 КВт и максимальную дальность обнаружения целей до 150 км (одиночных самолётов — до 50 км), с точностью определения расстояния 2-3 км и разрешением 3 км, точность определения направления была 10°, с разрешением 60°. Оборудование станции (массой 110 кг) располагалось в находившемся в кормовой надстройке посту, её «лестничная» приёмо-передающая антенна — в передней части грот-мачты[87].
- Установлены два комплекта инфракрасных приборов наблюдения и связи тип 2 на мостике[80].
- Жилые помещения максимально очищены от огнеопасных предметов, дополнительно улучшена водонепроницаемость переборок ниже ватерлинии[80].

Наконец, в период стоянки крейсеров в Линге в августе—сентябре 1944 года силами 101-го судоремонтного завода установленная на крейсерах РЛС ОНЦ № 22 мод. 4М была модернизирована с заменой автодинного приёмника на супергетеродинный и установкой антенн с увеличенным до 80 см диаметром — такой вариант стал известен как РЛС ОНЦ № 22 мод. 4S. Точность определения дальности при этом улучшилась до ±100 м, направления до ±2°, в результате чего она могла использоваться для управления огнём, дальность обнаружения же снизилась (линкора с 25 км, крейсера с 12 км, эсминца с 10 км).

## Строительство

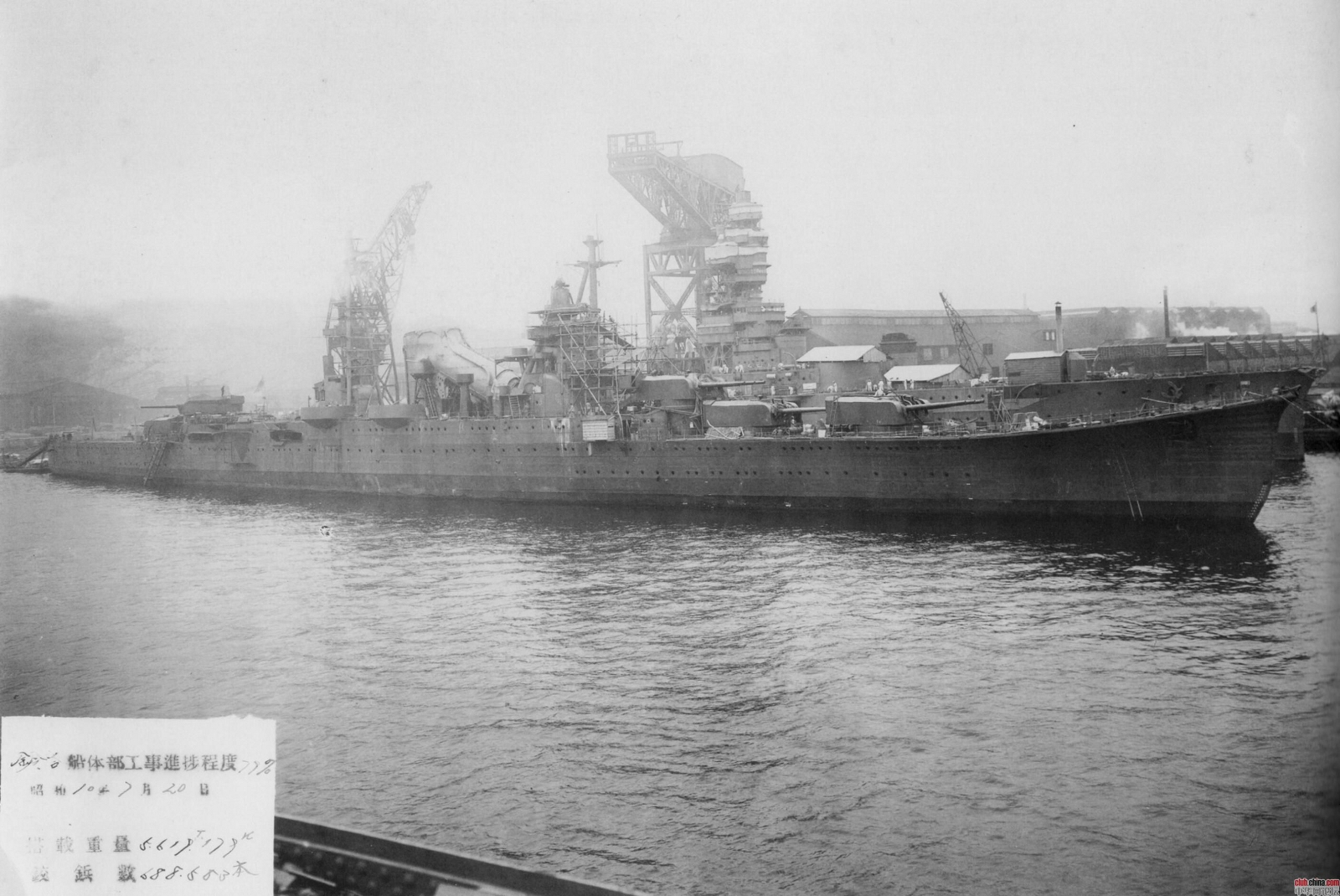
«Судзуя» в ходе достройки на плаву. Йокосука, 20 июля 1935 года.

Заказы на первые два крейсера были выданы Арсеналу флота в Курэ и верфи компании «Мицубиси» в Нагасаки осенью 1931 года. На стапелях они были заложены до конца того же года. 1 августа 1932 года крейсер № 1 получил название «Могами» в честь реки в префектуре Ямагата, а крейсер № 2 — «Микума» по реке, протекающей в префектуре Оита. Заказ на крейсер № 3 был выдан Арсеналу флота в Йокосуке в августе 1933 года, вместе с именованием «Судзуя» — по реке в префектуре Карафуто (ныне Сусуя в Сахалинской области России). Наконец, заказ на четвёртый корпус был выдан верфи компании «Кавасаки» в Кобэ в конце 1933 года. 10 марта 1934 года ему было присвоено название «Кумано» — в честь реки в префектуре Миэ.
Контрактная стоимость каждого заказа составляла 24 833 950 иен, из которых 5 927 916 приходилось на корпус, 7 374 441 — на силовую установку, 10 953 610 — на вооружение и снаряжение и 577 983 — на иные нужды. Все четыре крейсера в соответствии с официальной классификацией (крейсера второго класса) именовались в честь рек. Названия «Микума» и «Кумано» в Японском императорском флоте использовались впервые. Название «Могами» ранее носило эксплуатировавшееся в 1908—1928 годах посыльное судно, а «Судзуя» — бывший русский крейсер «Новик» в период своей короткой службы в японском флоте.
Если первая пара кораблей вступила в строй летом 1935 года, то при достройке второй пары уже учитывался опыт инцидента с Четвёртым флотом. Соответственно, после завершения строительства в январе 1936 года «Судзуя» отправился на модернизацию на той же верфи. Официально он вошёл в состав флота только 31 октября 1937 года, одновременно с «Кумано», перестроенным ещё на стапеле.
| Название          | Место постройки            | Заложен         | Спущен на воду  | Введён в эксплуатацию | Судьба |
| ----------------- | -------------------------- | --------------- | --------------- | --------------------- | --- |
| Могами (яп. 最上) | Арсенал флота, Курэ        | 27 октября 1931 | 14 марта 1934   | 28 июля 1935          | Тяжело повреждён артиллерийским огнём американских кораблей во время боя в проливе Суригао 25 октября 1944 года и позже в результате налёта палубной авиации, добит торпедой эсминца «Акэбоно». |
| Микума (яп. 三隈) | Верфь «Мицубиси», Нагасаки | 24 декабря 1931 | 31 мая 1934     | 29 августа 1935       | Тяжело повреждён при налёте американской палубной авиации во время Мидуэйского сражения 6 июня 1942 года, затонул на следующий день.                                                            |
| Судзуя (яп. 鈴谷) | Арсенал флота, Йокосука    | 11 декабря 1933 | 20 ноября 1934  | 31 октября 1937       | Потоплен американской палубной авиацией во время боя у острова Самар 25 октября 1944 года. |
| Кумано (яп. 熊野) | Верфь «Кавасаки», Кобэ     | 5 апреля 1934   | 15 октября 1936 | 31 октября 1937       | Потоплен американской палубной авиацией у западного побережья Лусона 25 ноября 1944 года. |

## Служба

### Довоенная

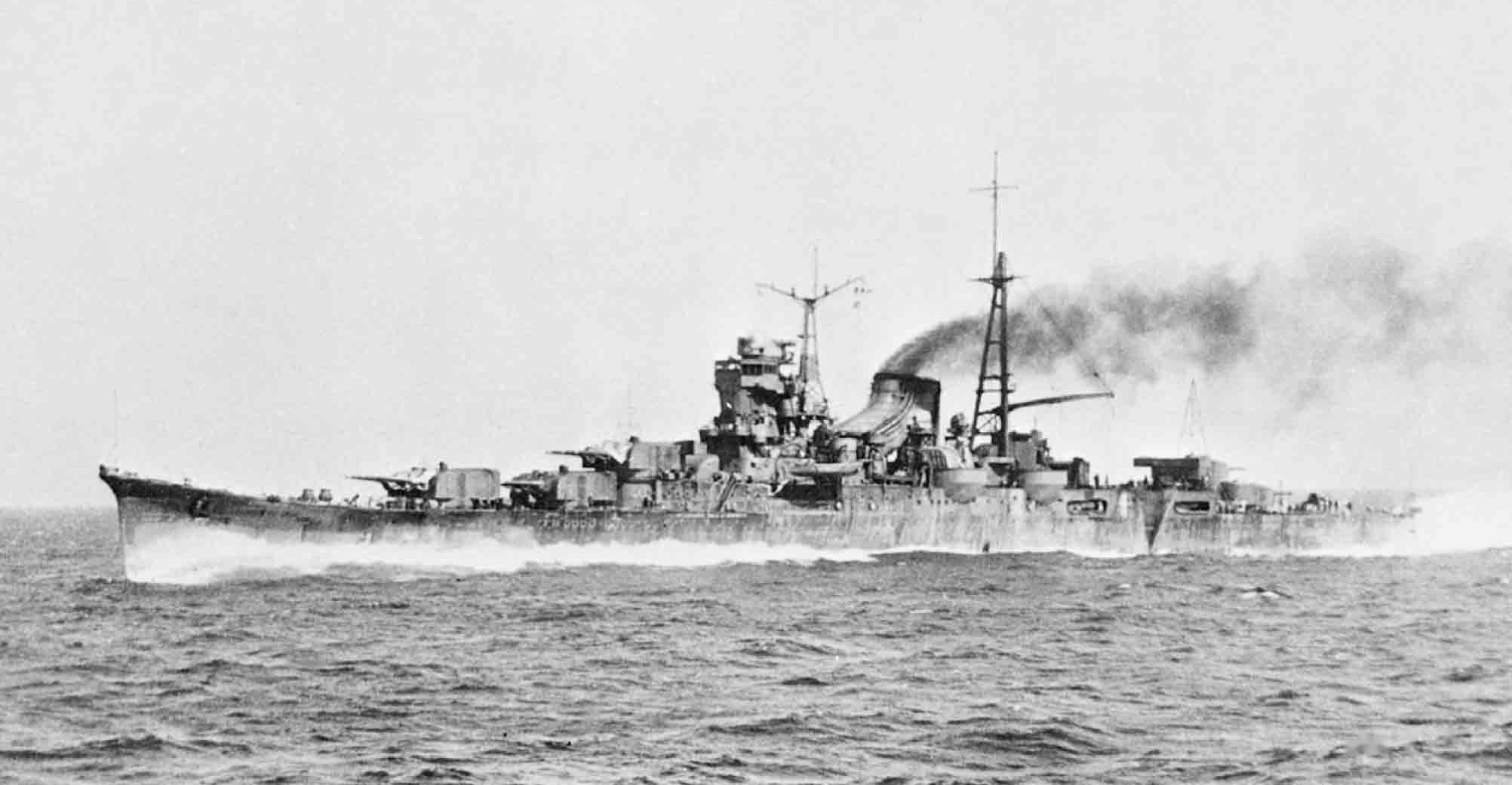
«Могами» на ходовых испытаниях у острова Угурудзима, 20 марта 1935 года, в ходе которых он получил повреждения.

На испытаниях в марте-апреле 1935 года «Могами» получил серьёзные повреждения сварного корпуса. От сильной вибрации шпангоуты и стрингеры в кормовой оконечности деформировались, нарушив целостность обшивки, часть топливных цистерн дала течь. Более того, ударами волн были вмяты листы обшивки в носу, и деформированным оказался весь корпус. Помимо этого, было затруднено вращение орудийных башен № 3 и 4, так как при перекашивании зенитной палубы были деформированы их погоны (места крепления к корпусу). В результате понадобилось докование и экстренный ремонт «Могами» в Арсенале Курэ.
После официальной передачи в эксплуатацию «Могами» и «Микума» были приданы Четвёртому флоту для участия в ежегодных летне-осенних манёврах. 26 сентября того же года в составе главных сил Четвёртого флота они прошли через тайфун, в центральной части которого волны достигали высоты 15-18 м, а скорость ветра — 30-40 м/с. После происшествия на них, особенно на «Могами», были обнаружены деформации корпуса, многочисленные разрывы сварных швов, особенно в носовой оконечности, также было затруднено вращение носовых орудийных башен.
Расследование причин происшествия и последующее проведение второй масштабной модификации на «Микуме» и «Судзуе» заняли период с ноября 1935 по октябрь 1937 года, тогда же был введён в строй строившийся последним «Кумано». 1 декабря того же года все три крейсера были сведены в 7-ю дивизию Второго флота. «Могами» же, на котором работы были завершены в феврале 1938 года, так и оставался в резерве в Курэ.

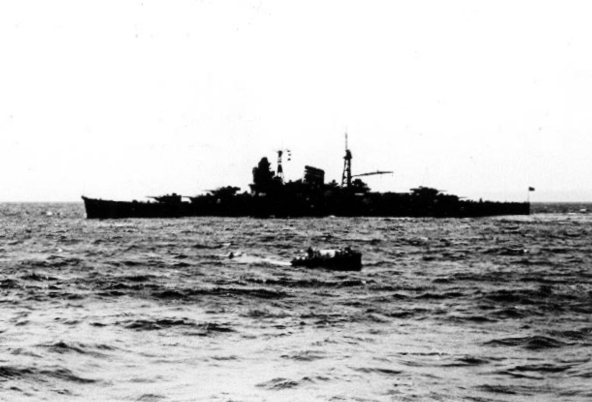
«Микума» в заливе Сукумо, апрель 1939 года.

С 9 по 14 апреля 1938 года три крейсера 7-й дивизии совершили поход из Сасэбо в Такао. В августе они участвовали в учениях в проливах Бунго и Исэ. С 17 по 23 октября крейсера совершили поход из Сасэбо в Мако и затем вернулись обратно.
В январе 1939 года на «Могами» и «Судзуе» началась третья масштабная модификация — запланированная замена 155-мм установок главного калибра на 203-мм. Оставшиеся «Микума» и «Кумано» с 21 марта по 3 апреля 1939 года ходили из Сасэбо к побережью северного Китая, в апреле—мае участвовали в учениях у южной части японских островов (район Кагосима-Сукумо), а 20 мая также были выведены в резерв для начала модернизации.
15 ноября 1939 года после завершения замены башен в состав 7-й дивизии вернулись «Судзуя» и «Кумано». С 27 марта по 2 апреля 1940 года они совершили поход из Сасэбо к побережью Южного Китая и обратно. 1 мая 1940 года в состав 7-й дивизии вернулись и «Могами» с «Микумой».
В связи с обострением франко-тайского конфликта 7-я дивизия с 23 по 29 января 1941 года перешла из Курэ в Самах на острове Хайнань. 6 февраля она вышла обратно, посетив Бангкок, Сайгон, снова Самах, Мако, Окинаву, Такао, залив Саэки и 29 марта прибыла в Курэ. С конца апреля два месяца крейсера провели на учениях в водах метрополии. С 16 по 30 июля 7-я дивизия участвовала в захвате Французского Индокитая, прикрывая транспорты с войсками до Сайгона. Август корабли провели на учениях.
В конце августа — первой половине сентября 1941 крейсера прошли докование, до середины ноября находились на учениях. Затем, приняв полные запасы топлива и боекомплекта, они направились на юг и 29 ноября объединились в Самахе на острове Хайнань.

### Вторая мировая война
4 декабря 1941 года 7-я дивизия под командованием контр-адмирала Куриты вышла в море для сопровождения 1-го Малайского конвоя и районов высадки в Кота-Бару, Сингора и Паттани, в ночь на 9 декабря она также участвовала в погоне за британским соединением «Z». С 10 декабря «Могами» и «Микума» прикрывали 2-й Малайский конвой, 23-27 декабря поддерживали высадку в Кучинге (операция Q). «Судзуя» и «Кумано» в это же время поддерживали высадку в Мири на северном Калимантане 16 декабря.
5—10 января 1942 года «Судзуя» и «Кумано» прикрывали конвои до Камрани. Все четыре крейсера выходили на перехват британских кораблей 16 января, но безуспешно. Во второй половине января «Могами» и «Микума» прикрывали высадку в Эндау, а «Судзуя» и «Кумано» — на островах Анамбас. 13 февраля вся 7-я дивизия и «Тёкай» участвовали в операции «L» (захват Палембанга и острова Банка).
В рамках Яванской операции крейсера прикрывали зоны высадок на Яве: «Судзуя» и «Кумано» у Индрамадзю восточнее Батавии, «Могами» и «Микума» в бухте Бантам западнее. Последние совместно с 5-й ЭЭМ в ночь на 28 февраля в ходе боя в Зондском проливе потопили американский тяжёлый крейсер «Хьюстон» и австралийский лёгкий крейсер «Перт», не получив при этом повреждений. В ходе боя торпедным залпом с «Могами» ошибочно были потоплены транспорты Японской императорской армии «Сакура-мару», «Хорай-мару», «Тацуно-мару», транспорт/десантный корабль «Синсю-мару» (позже поднят и отремонтирован) и тральщик № 2: пять из шести торпед, выпущенных «Могами» по крейсеру «Хьюстон» с дистанции около 9000 м, прошли мимо цели и на скорости 48 узлов спустя 8 минут поразили транспорты, стоявшие на удалении 11 800 м от «Могами».
С 9 по 12 марта крейсера 7-й дивизии и «Тёкай» прикрывали районы высадки в Сабанге и Ири на северной Суматре, а 20 марта они участвовали в захвате Андаманских островов. В рамках операции «Си» все пять крейсеров в составе соединения вице-адмирала Одзава направились в Бенгальский залив. 6 апреля вошедшие в южную группу «Могами», «Микума» и эсминец «Амагири» потопили четыре судна союзников (британские «Дарданус» и «Гандара» и норвежские «Дагфред» и «Хермод»), а действовавшие в северной группе «Судзуя», «Кумано» и «Сиракумо» — пять (британские «Силкворт», «Аутоликус», «Мальда», «Шинкуан» и американский «Эксмур»). 22 апреля крейсера вернулись в Курэ, где прошли ремонт и докование.

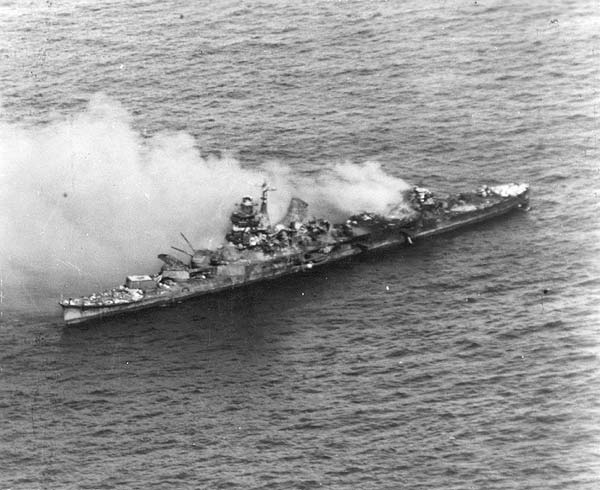
Горящий «Микума» при Мидуэе, 6 июня 1942 года.

В ходе Мидуэйской операции 7-я дивизия и сопровождавший её 8-й дивизион эсминцев («Асасио» и «Арасио») с 28 мая прикрывали соединение гидроавианосцев контр-адмирала Фудзиты («Титосэ» и «Камикава-мару»), затем с 30 мая — транспортную группу контр-адмирала Танака (12 транспортов с 5000 солдат на борту) и танкеры «Акэбоно-мару» и «Нитиэй-мару». Днём 4 июня дивизия получила приказ обстрелять Мидуэй и выдвинулась к нему на полном ходу. Ночью приказ был отменён, но информация об этом дошла до Куриты с запозданием — более того, в ходе перестроения, начатого из-за обнаружения американской подводной лодки «Тэмбор», «Могами» был протаранен «Микумой». На «Могами» была смята и загнута почти на 90° носовая оконечность вплоть до первой башни главного калибра, «Микума» получил лёгкие повреждения корпуса. «Кумано» и «Судзуя» после этого ушли полным ходом из зоны боевых действий; лишённые такой возможности «Могами» и «Микума» утром 5 июня подверглись налёту 12 пикировщиков (6 SBD-2 «Донтлесс» и 6 SB2U-3 «Виндикейтор»), добившихся только близких разрывов, при сбитом 1 пикировщике, и 8 дальних бомбардировщиков B-17, в цель не попавших вовсе. В первой половине дня 6 июня они подверглись последовательным налётам трёх волн «Донтлессов» с авианосцев «Энтерпрайз» и «Хорнет», добившихся по 5 попаданий 500-фунтовых (227 кг) и 1000-фунтовых (454 кг) бомб в каждый из крейсеров. «Могами» получил тяжёлые повреждения, на нём была разрушена пятая башня главного калибра, «Микума» же лишился третьей башни главного калибра и потерял ход — более того, к полудню неконтролируемые пожары в машинных отделениях на нём дошли до торпедных отсеков и вызвали взрыв снаряжённых торпед, после чего корабль был оставлен командой. На «Могами» погибло 90 человек, на «Микуме» — около 700.
«Могами» после Мидуэя встал на ремонт в Арсенале Сасэбо, совмещённый с конверсией в авианесущий крейсер и продлившийся до апреля 1943 года. «Судзуя» и «Кумано» в составе авианосного соединения адмирала Нагумо 24—25 августа участвовали в сражении у восточных Соломоновых островов. «Судзуя» также входил в состав сил Нагумо в ходе сражения у островов Санта-Крус 26 октября и в ночь на 14 ноября обстреливал аэродром Хендерсон-филд на Гуадалканале, выпустив по нему 504 снаряда из орудий главного калибра.
В апреле 1943 года «Судзуя» и «Кумано» прошли в Арсенале Курэ первую военную модернизацию. В июне—июле все три крейсера участвовали в переброске войск в Рабаул. В ночь на 20 июля в районе залива Велья «Кумано» в результате налёта «Эвенджеров» 131-й торпедной эскадрильи КМП был повреждён 2000-фунтовой (907 кг) бомбой, вызвавшей затопления ряда отсеков, и ушёл в ремонт до начала октября. 3 ноября «Могами», «Кумано» и «Судзуя» вышли в море для удара по месту высадки американских сил в заливе Императрицы Августы на Бугенвиле, 5 ноября прибыли в Рабаул, где попали под удар американской авиации. «Могами» в ходе налёта был поражён 500-фунтовой бомбой с «Донтлесса» 12-й бомбардировочной эскадрильи из состава авиагруппы авианосца «Саратога». Бомба пробила верхнюю палубу с правого борта между первой и второй башнями главного калибра и разорвалась на средней палубе. Она нанесла серьёзные повреждения обеим палубам и обшивке обоих бортов, а начавшийся сильный пожар и угроза взрыва боекомплекта вынудили экстренно затопить носовые погреба. Носовая часть крейсера после этого зарылась в воду по среднюю палубу. «Могами» отправился на ремонт в Курэ, совмещённый со второй военной модернизацией и продлившийся до середины февраля 1944 года.

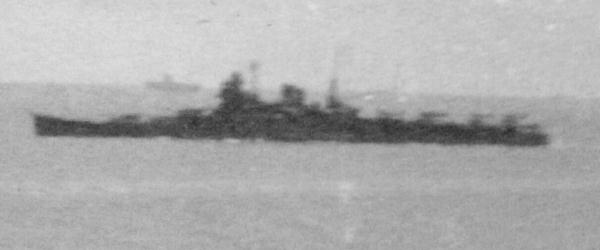
«Могами» в составе авианосного соединения Одзавы перед началом операции «А-Го», 15 июня 1944 г.

В марте—апреле 1944 года «Судзуя» и «Кумано» на 101-м судоремонтном заводе в Сингапуре также прошли вторую военную модернизацию. 19—20 июня все три крейсера в составе Мобильного флота вице-адмирала Одзава участвовали в сражении в Филиппинском море. Сразу после этого в конце июня — начале июля в Курэ они прошли третью военную модернизацию.
В ходе сражения в заливе Лейте «Могами» входил в состав Третьего отделения Первого набегового соединения вице-адмирала Нисимуры. Днём 24 октября он при налёте американской авиации получил лёгкие повреждения от близких разрывов и пулемётного огня. В ходе боя в проливе Суригао в ночь на 25 октября «Могами» получил свыше ста попаданий снарядов различных калибров с американских крейсеров, на нём были выведены из строя три из четырёх ТЗА, погибла большая часть командного состава, произошёл взрыв пяти торпед. На отходе он был протаранен «Нати», получив дополнительные повреждения. Утром 25 октября «Могами» был атакован десятью «Эвенджерами» с эскортного авианосца «Оммани Бей», добившимися трёх попаданий 500-фунтовыми бомбами. Из-за возникшего при этом пожара в носовой части и невозможности затопления погребов крейсер был оставлен экипажем и затем добит торпедой с эсминца «Акэбоно»; всего в ходе боя на нём погибло 192 человека.
«Судзуя» и «Кумано» в ходе сражения в заливе Лейте входили в состав собственно Первого набегового соединения вице-адмирала Куриты. Утром 25 октября у острова Самар они участвовали в бою с оперативным отрядом 77.4.3 американской оперативной группы 77.4 контр-адмирала Спрэгью. Затем в результате попадания торпеды с эсминца «Джонстон» на «Кумано» была оторвана носовая часть по 20-й шпангоут; к нему подошёл «Судзуя», чтобы забрать командующего дивизией контр-адмирала Сираиси со штабом; оба крейсера выпали из боя с американскими кораблями и более в него не возвращались. «Судзуя» с разницей в три часа был повреждён двумя близкими разрывами бомб с «Эвенджеров» — первый повредил левый внешний винт, снизив максимальную скорость до 20 узлов, второй вызвал взрыв пяти снаряжённых торпед. К полудню крейсер затонул из-за последующего пожара и взрывов боекомплекта; на нём погибло и пропало без вести 654 человека, оставшиеся в живых были эвакуированы эсминцем «Окинами».
Повреждённый и идущий в одиночестве «Кумано» утром 26 октября у южной оконечности острова Миндоро был атакован 4 «Хэллдайверами» и 7 «Эвенджерами» под прикрытием 12 «Хэллкетов» из авиагруппы авианосца «Хэнкок» и был поражён тремя бомбами. Первая бомба разорвалась очень близко от обшивки левого борта, через возникшую пробоину было затоплено котельное отделение № 6. Затем взрыв 1000-фунтовой бомбы (возможно, двух таких бомб) нанёс кораблю обширные повреждения: сильно пострадали дымоходы котельного отделения № 1 и воздухозаборники котельных отделений № 2, 3, 4, 5, кожухи котлов в отделениях № 1, 3 и 4, кожух турбины крейсерского хода правого борта. Третья бомба разорвалась с левого борта у основания носовой надстройки, выведя из строя обе передние 127-мм установки и РЛС. Однако на уцелевших одном котле и двух ТЗА крейсер смог обеспечить 10-узловой ход и вечером того же дня прибыл в Корон, а после дозаправки направился в Манилу, где встал на ремонт. Суммарно при Лейте из его экипажа погибло 56 человек. После завершения ремонта «Кумано» и «Аоба» в составе конвоя «Ма-Та 31» в ночь на 5 ноября покинули Манилу. Утром 6 ноября четыре американские подводные лодки выпустили по конвою 23 торпеды, из которых попали две, и обе — в «Кумано». Торпеды попали в правый борт: первая — под носовую надстройку, вторая — в переднее машинное отделение правого борта. Крейсер получил крен в 11° на правый борт и из-за затопления всех четырёх машинных отделений потерял ход. На буксире транспорта «Дорё-мару» он был утром 7 ноября доведён до Санта-Крус, где начался его ремонт на 103-м судоремонтном заводе, завершившийся к 20 ноября. 25 ноября «Кумано» в Санта-Крус был атакован 30 «Хэллдайверами» и «Эвенджерами» из авиагруппы авианосца «Тикондерога». Они последовательно добились 4 прямых попаданий авиабомб и 5 попаданий торпед, вскрывших левый борт на большом протяжении, в результате чего крейсер опрокинулся через 4 минуты. Погиб 441 человек из его экипажа.